# Schaffgotsch (Adelsgeschlecht)

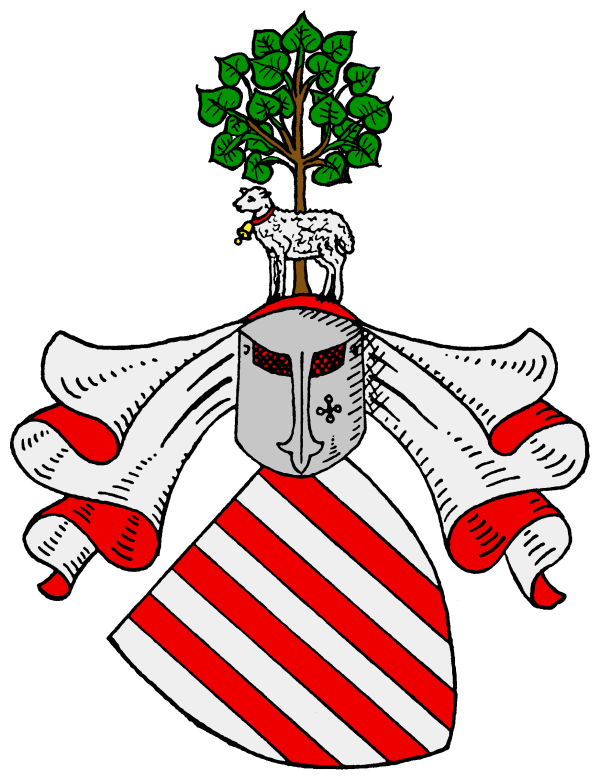
Das Stammwappen derer
von Schaffgotsch

Die Grafen Schaffgotsch sind ein Uradelsgeschlecht, das in Schlesien und Böhmen ansässig war. Sie gehörten seit dem 16. Jahrhundert zu den größten Grundbesitzern dieser Länder und engagierten sich in Landesverwaltung, Militär, Kirche, Wirtschaft, Wissenschaft und Kultur. 1627 erhielten sie die Ehrenbezeichnung Semperfrei und alle Rechte der schlesischen Fürsten. 1708 wurde ihnen unter Bestätigung der alten Privilegien der Reichsgrafenstand bestätigt.

## Herkunft und Name
Die Schaffgotsch gelten als fränkischer Uradel, urkundlich 1174 mit Hugo Scof, Domherr in Würzburg. Historisch gesichert erscheinen sie im 13. Jahrhundert in Meissen, der Lausitz, im Wieluńer Land und mit Reinhard Schaph 1287 in Schlesien.
Eine Urkunde über die Belehnung von Sibotho Schaff mit der Feste Altkemnitz im Jahr 1242 ist gefälscht, das Faktum als solches gilt der neueren polnischen Forschung zu diesem Ort dennoch als plausibel.
Der Name Schaff (Schaph, Schoff, Scof) könnte einer Wurzel mit nhd. Schöffe (altnordisch Skapa, sächsisch scepen) sein. Näher liegt die einfache Ableitung vom Schaf, wie in den ältesten Siegeln.
In Niederschlesien wird der häufige Vorname Gotthard nach seinem bedeutendsten Träger, Gotsche II. (1366–1420), zum ständigen Beinamen. Im 16. Jh. etabliert sich neben „Schaff, Gotsch(e) genannt“ die zusammengezogene Form Schaffgotsch. Keiner der Namensbestandteile ist ein Ortsname, folgerichtig schrieb und schreibt sich die Familie schlicht Schaffgotsch oder Schaffgotsch von Kynast..., nicht aber „von Schaffgotsch“.

## Geschichte

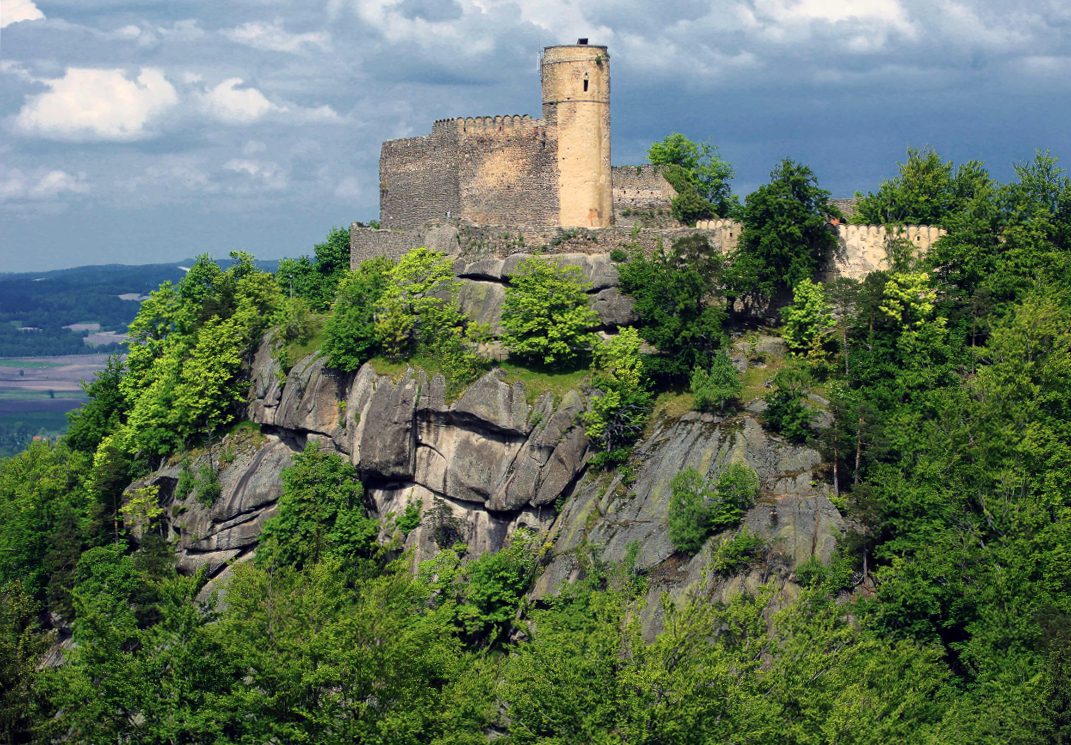
Burg Kynast

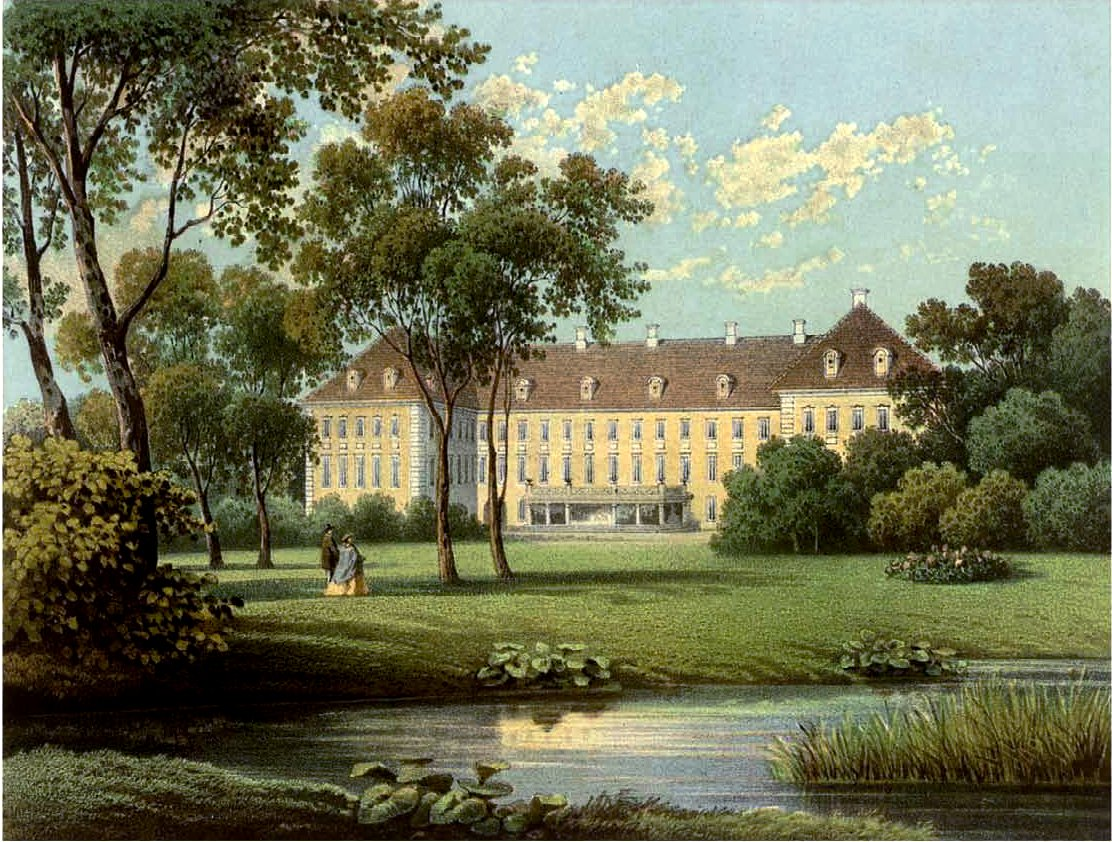
Schloss Warmbrunn um 1870

Die Schaffgotsch sind, wie die Dallwitz, ein Zweig des uradeligen fränkischen und tirolischen Geschlechts Scof (Schaf), in alten lateinischen Urkunden Ovis (lat. für Schaf). Ob die Ovis und die älteren Ovinius desselben Stammes sind, wie von mehreren Autoren behauptet, kann heute noch nicht durch Quellen belegt werden. Ende des 12. Jahrhunderts gehen Teile der Familie mit der Heiligen Hedwig, Tochter des auch über Teile Frankens herrschenden Herzogs Berthold von Andechs-Meranien, im Zuge der Deutschen Ostsiedlung nach Schlesien, wo in den folgenden Jahrzehnten über 100 Städte nach deutschem Recht sowie Kirchen und Hospitäler entstehen.
Die Familie, die erstmals 1174 mit Hugo dictus Scof, Domherr und Sacristan im Hochstift Würzburg, in Franken urkundlich aufscheint, lässt sich seit 1242 im Herzogtum Schlesien nachweisen, als Herzog Heinrich II. der Fromme den „Sibotho de nobili familia ovium“ (lateinisch Siegboth aus der edlen Familie der Schafe) mit der Burg Kemnitz bei Hirschberg belehnte. Einer seiner Söhne, Ulrich, wurde Burggraf von Bautzen und Vogt in der Lausitz. Seine Enkel, Heinrich (Stammvater der Dallwitz) und Günther, erhielten die lausitzischen Besitzungen, während Gotsche I. Schoff († 1368) die schlesischen Güter erhielt, die er um Hermsdorf und Petersdorf erweiterte.
1360 wurde Gotsche I. Schoff mit der Burg Kynast im Herzogtum Schweidnitz belehnt. Sie bildete mit der Burg Greiffenstein und der zugehörigen Herrschaft Greiffenberg im Isergebirge bis 1945 den Kern des Familienbesitzes. Dessen Sohn, Gotsche II. Schoff (um 1346–1419), erwarb unterhalb des Kynast 1381 Warmbrunn. Dort stiftete er dem Zisterzienserkloster Grüssau eine Propstei in Warmbrunn. Er ließ die Burg Kynast ausbauen und um eine Kapelle erweitern. Zudem gründete und erwarb er viele Ortschaften und genoss hohes Ansehen am königlich-böhmischen Hof in Prag. Seine Nachkommen vergaben ihm zu Ehren stets ihrem ersten Sohn den Vornamen Gotsche (Gotthard), woraus sich im Laufe der Zeit der Name Schaffgotsch entwickelte.
Gotsches II. Sohn Hans († 1469) wurde Landeshauptmann der Fürstentümer Schweidnitz und Jauer. Einer seiner sechs Söhne, Anton († 1508) begründete die böhmische Linie, während ein weiterer, Caspar († 1534), Kanzler von Schweidnitz-Jauer, die schlesische begründete, die sich in mehrere Häuser spaltete. Dessen Sohn Balthasar begründete das Haus Langenau, aus dem die heutigen Namensträger hervorgehen. Nachdem Balthasars Sohn Adam die Herrschaft Trachenberg im Trebnitzer Distrikt erworben hatte, wurden er und seine sechs Brüder 1592 unter Bestätigung ihres alten Herrenstandes als Freiherren zu Trachenberg in den erblichen Freiherrenstand erhoben.
Einer der Brüder, Christoph († 1601), auf Kynast und Greifenstein, trat zum Protestantismus über. Sein Sohn Hans Ulrich (1595–1635) erwarb von Adam auch die Herrschaft Trachenberg. Er stellte sich zu Beginn des Dreißigjährigen Krieges auf die Seite des böhmischen Königs Friedrich I., der 1620 in der Schlacht am Weißen Berg den Kaiserlichen unterlag. Hans Ulrich leistete dem Kaiser Ferdinand daraufhin den Treueid, wodurch er seine Güter behalten durfte. 1627 verlieh ihm der Kaiser den Titel Semperfrei, mit fürstengleichen Privilegien. Hans Ulrich unterstellte sich mit einem selbst geworbenen Kavallerieregiment dem kaiserlichen Generalissimus Wallenstein. Als dieser 1634 vom Kaiser abfiel und ermordet wurde, kam Hans Ulrich in Haft nach Regensburg. Obwohl er bei seinem Prozess auch unter der Folter seine Unschuld beteuerte, wurde er 1635 in Regensburg auf dem Haidplatz unter spektakulären Begleitumständen enthauptet und auf dem Gesandtenfriedhof südlich der Dreieinigkeitskirche begraben. Seine schlichte Grabstätte, die von den Bürgern Regensburgs häufig besucht und auch gepflegt wurde, ging bereits 1674 verloren im Verlauf des damaligen Neubaus von Grabstätte und Epitaph für den sächsischen Gesandten Augustin Strauch. Die Beschwerde eines Kircheninspektors über die Entfernung der Schaffgotsch-Grabstätte wurde vom Rat der Stadt verworfen. Seine Güter wurden eingezogen, um die Mörder von Wallenstein zu belohnen. Hans Ulrichs Kinder wurden unter landesherrlicher Aufsicht in Olmütz katholisch erzogen; der Älteste, Christoph Leopold von Schaffgotsch-Christoph Leopold (1623–1703), erlangte später nach und nach seine Besitzungen zurück und stieg zum Oberlandeshauptmann von Schlesien auf. 1674 wurde er zum Reichsgrafen erhoben. Als Vertreter des böhmischen Landesherrn führte er den Vorsitz bei den Schlesischen Fürstentagen.
1675 brannte die Burg Kynast infolge Blitzschlages vollständig aus. Die Familie verlegte ihren Wohnsitz in das unterhalb der Burg im Hirschberger Tal gelegene Schloss Warmbrunn in Bad Warmbrunn, das im frühen 17. Jahrhundert als zweiflügeliger Renaissancebau entstanden war und 1720 um ein Logierhaus für Gäste und einen Barockpark erweitert wurde. 1777 brannte das Renaissanceschloss ab und an seiner Stelle entstand ab 1784 das frühklassizistische Residenzschloss, das bis zur Vertreibung und Enteignung 1945 Wohnsitz blieb. Ab 1797 entstand ferner im Schlosspark ein Kurhaus und ab 1836 ein Theater. Nach der Säkularisation des Klosters Grüssau 1810 fiel die Propstei an die Grafen Schaffgotsch, die im „Langen Haus“ ihre Majoratsbibliothek mit über 80.000 Bänden sowie die Altertümersammlung unterbrachten.
Das benachbarte Schloss Hermsdorf unterm Kynast diente vorwiegend als Amtssitz für die Güterverwaltung. Der Domänenbesitz im Riesengebirge wurde von Schreiberhau aus verwaltet, wo seit 1366 eine Glashütte bestand; im 16. und 17. Jahrhundert begründeten aus Nordböhmen eingewanderte Glasmacherfamilien noch weitere. 1842 gründete Graf Leopold Christian (1793–1864) selbst die „Josephinenhütte“, benannt nach seiner Frau, einer geborenen Gräfin Zieten. Bis 1945 befand sich der gesamte schlesische Teil des Riesengebirges wie auch des Isergebirges (ohne den zur Oberlausitz gehörigen Anteil) im Besitz der Schaffgotsch. Seit 1825 wurde Warmbrunn-Kynast als Freie Standesherrschaft geführt.
Schloss Fischbach, ebenfalls im Hirschberger Tal gelegen, war von 1476 bis 1580 und erneut im 18. Jahrhundert im Besitz der Familie. Auch Boberröhrsdorf mit seinem bemerkenswerten Wohnturm gehörte ihr von 1732 bis 1945. Im 16. Jahrhundert besaßen die Schaffgotsch Langenau; im dortigen Schloss, das in großen Teilen im 19. Jahrhundert neu errichtet wurde, hat sich noch ein Renaissanceraum mit geistlichen und profanen Wandmalereien und Wappenfriesen von 1563 erhalten. Ein Renaissanceschloss des Caspar Schaffgotsch von 1559 steht, bis heute wenig verändert, in Schwarzbach. Zu Beginn des 17. Jahrhunderts erwarben sie Plagwitz.
Auch die Generationen nach dem ersten Reichsgrafen hatten hohe Ämter inne als Landeshauptmänner von Schweidnitz-Jauer, Erblandhofmeister in Schlesien usw. Eine bedeutende politische Rolle spielte Philipp Gotthard von Schaffgotsch (1716–1795), der auf Vorschlag des preußischen Landesherrn Friedrich der Große 1747 zum Bischof von Breslau ernannt wurde. Da er sich im Siebenjährigen Krieg an die Seite der böhmischen Königin Maria Theresias stellte, musste er nach Jauernig fliehen, das nunmehr im bei Böhmen verbliebenen Teil des Fürstentums Neisse lag.
Die Böhmische Linie der „Scof“ war im Königgrätzer Kreis in Nord-Ostböhmen begütert, wo sie u. a. mit den Straka von Nedabylic verwandt war. Dieser Familienzweig entwickelte sich aus einfachen Verhältnissen und erlangte im 17./18. Jahrhundert durch Besitzerweiterung bedeutende Positionen in der böhmischen Landesverwaltung und Berufung in Bischofsämter in Brünn und Budweis.
Hans-Ulrich Graf von Schaffgotsch (1831–1915) heiratete Johanna Gryzik (1842–1910), die Adoptivtochter und Alleinerbin des größten Bergbauunternehmers in Oberschlesien, Karl Godulla, wodurch dessen Bergbauimperium an ihn kam. Nach dem Verlust der Gräflich Schaffgotsch’schen Werke 1945 blieb den Nachfahren des Zweiges Koppitz noch ein Restbestand der Tochtergesellschaft Braunkohlen- und Brikett-Industrie AG mit kleineren Gruben in Nordhessen. Anna Gräfin Schaffgotsch erbte 1928 von ihrem Onkel Josef Graf Wallis das niederösterreichische Schloss Niederleis; ihre Nachfahren sind dort bis heute ansässig.
Die Linie der Reichsgrafen Schaffgotsch genannt Semperfrei von und zu Kynast und Greiffenstein, Freiherren zu Trachenberg auf Warmbrunn besteht heute noch. Tradition der Familie ist es, dass die männlichen Mitglieder der Familie den Namen Gotthard, die weiblichen den Namen Hedwig erhalten. Im oberschlesischen Familienzweig trägt der Erstgeborene häufig den Namen Hans Ulrich.

## Schlösser

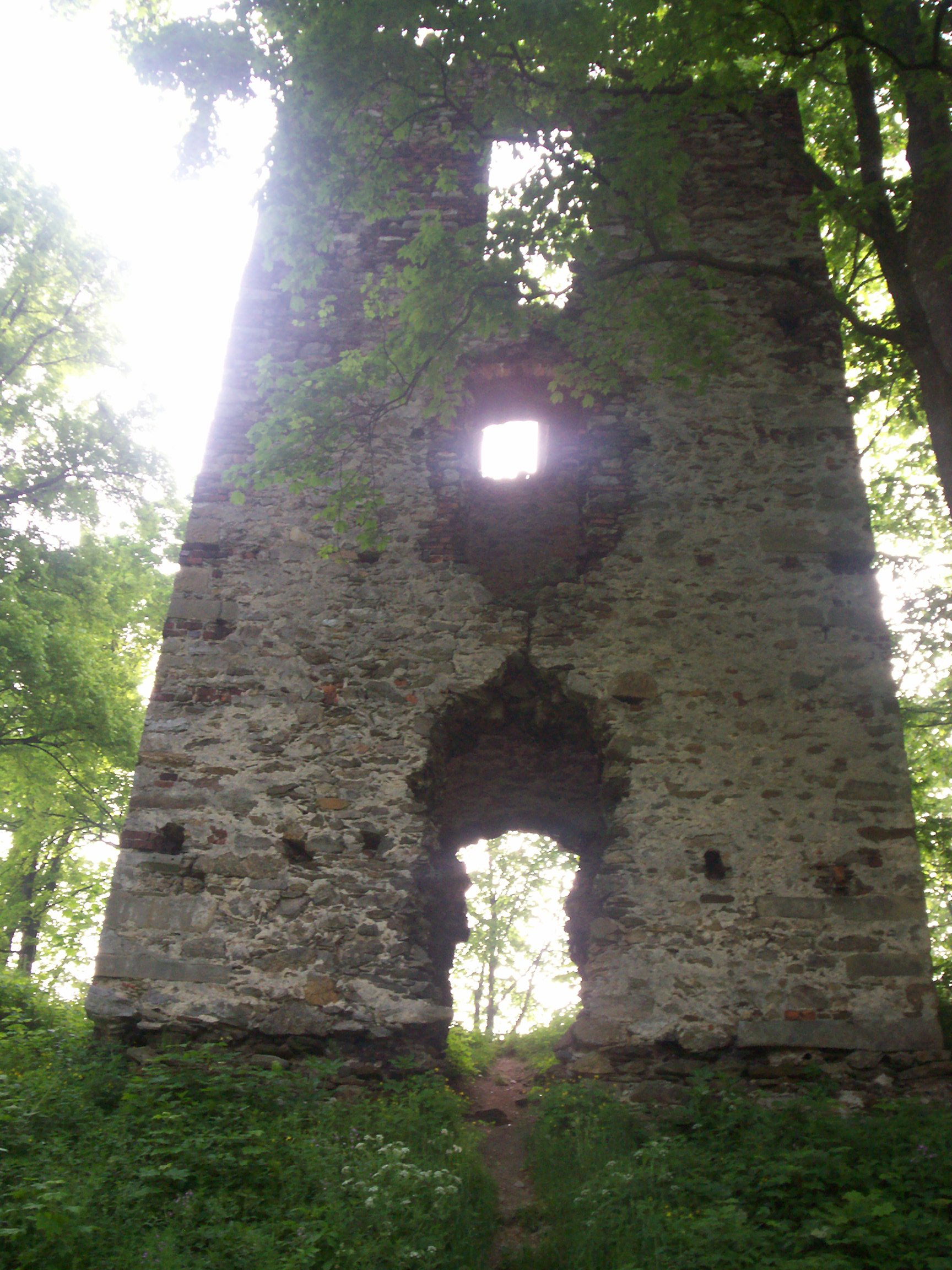
Schloss Altkemnitz
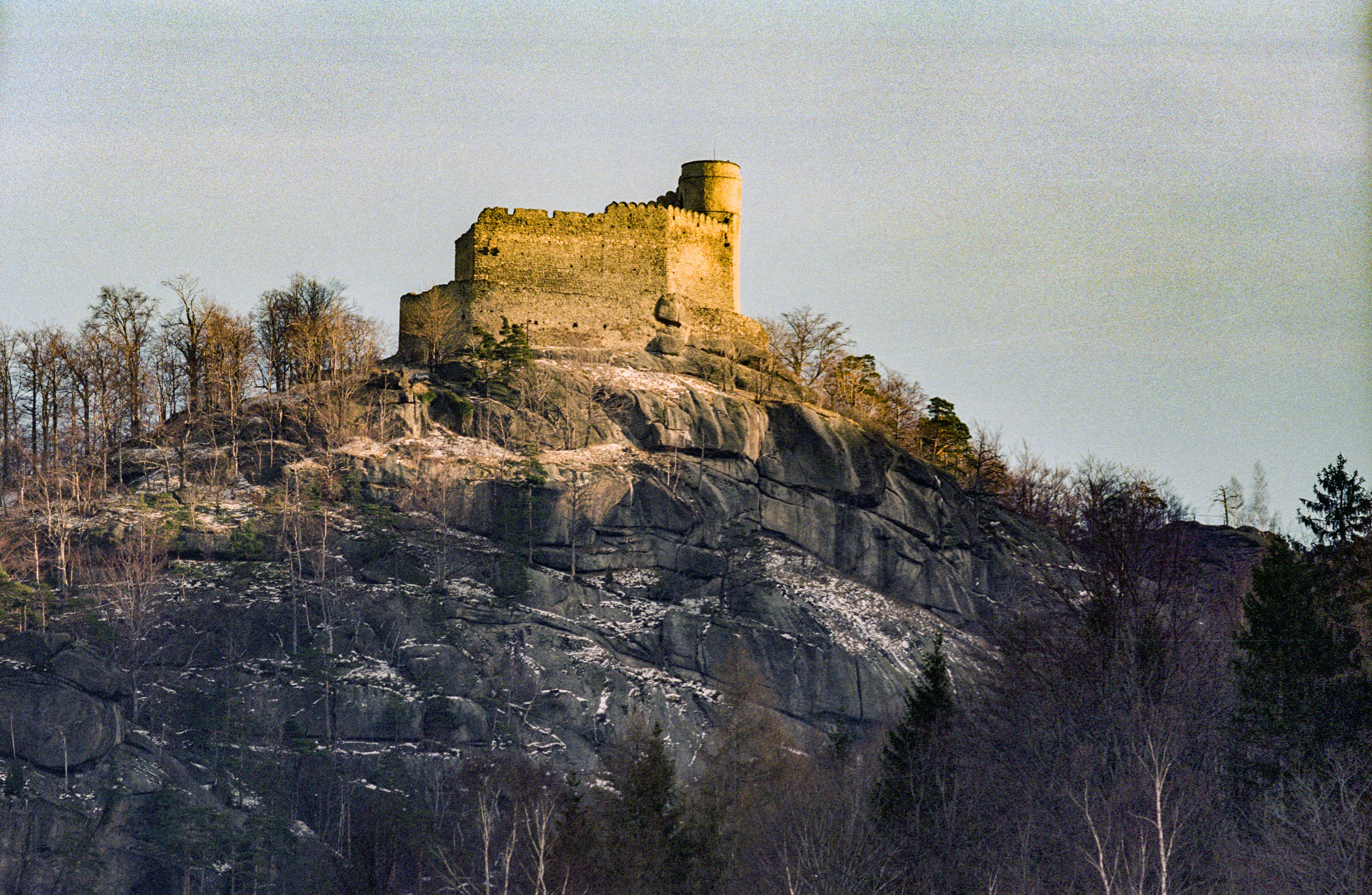
Burg Kynast
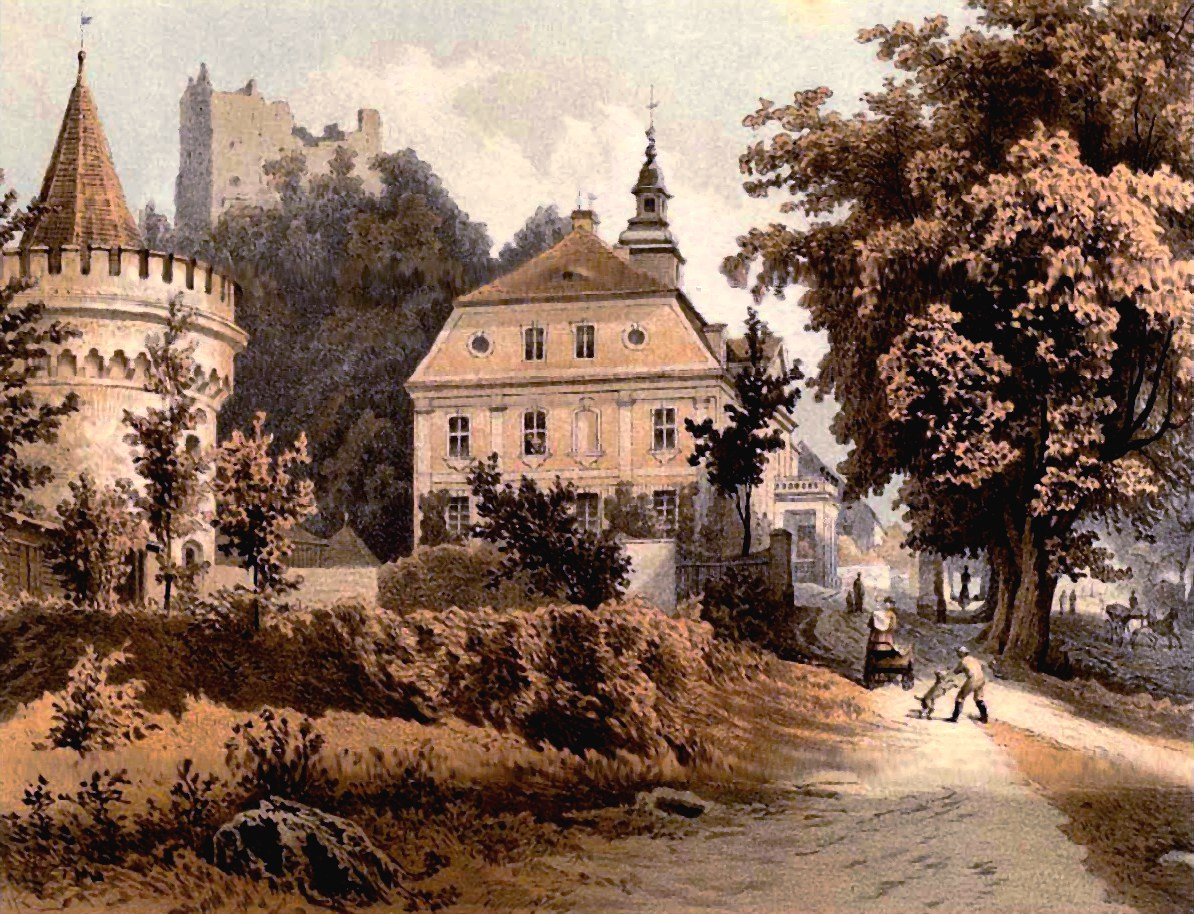
Burg und Schloss Greiffenstein um 1870
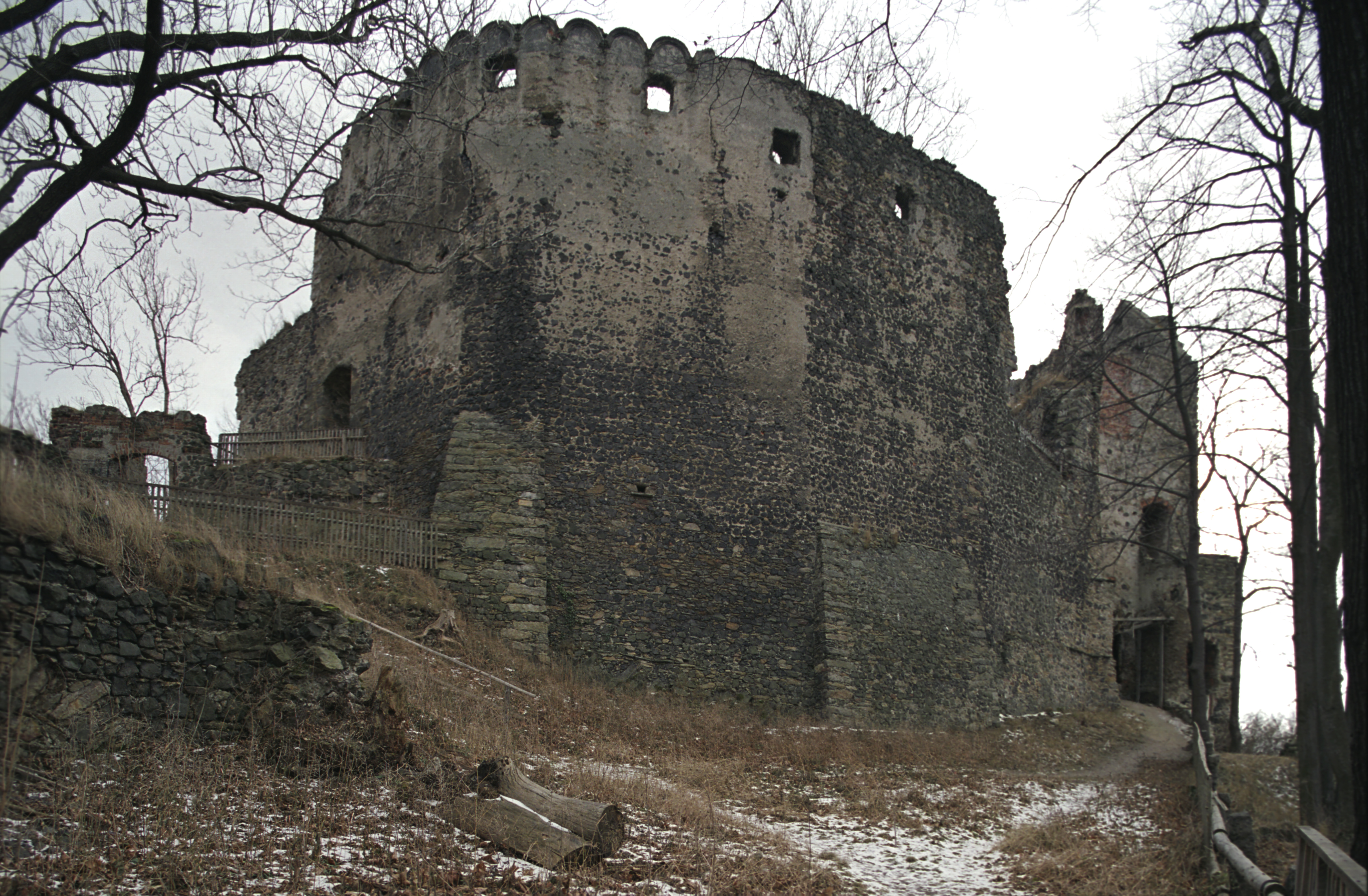
Burg Greiffenstein
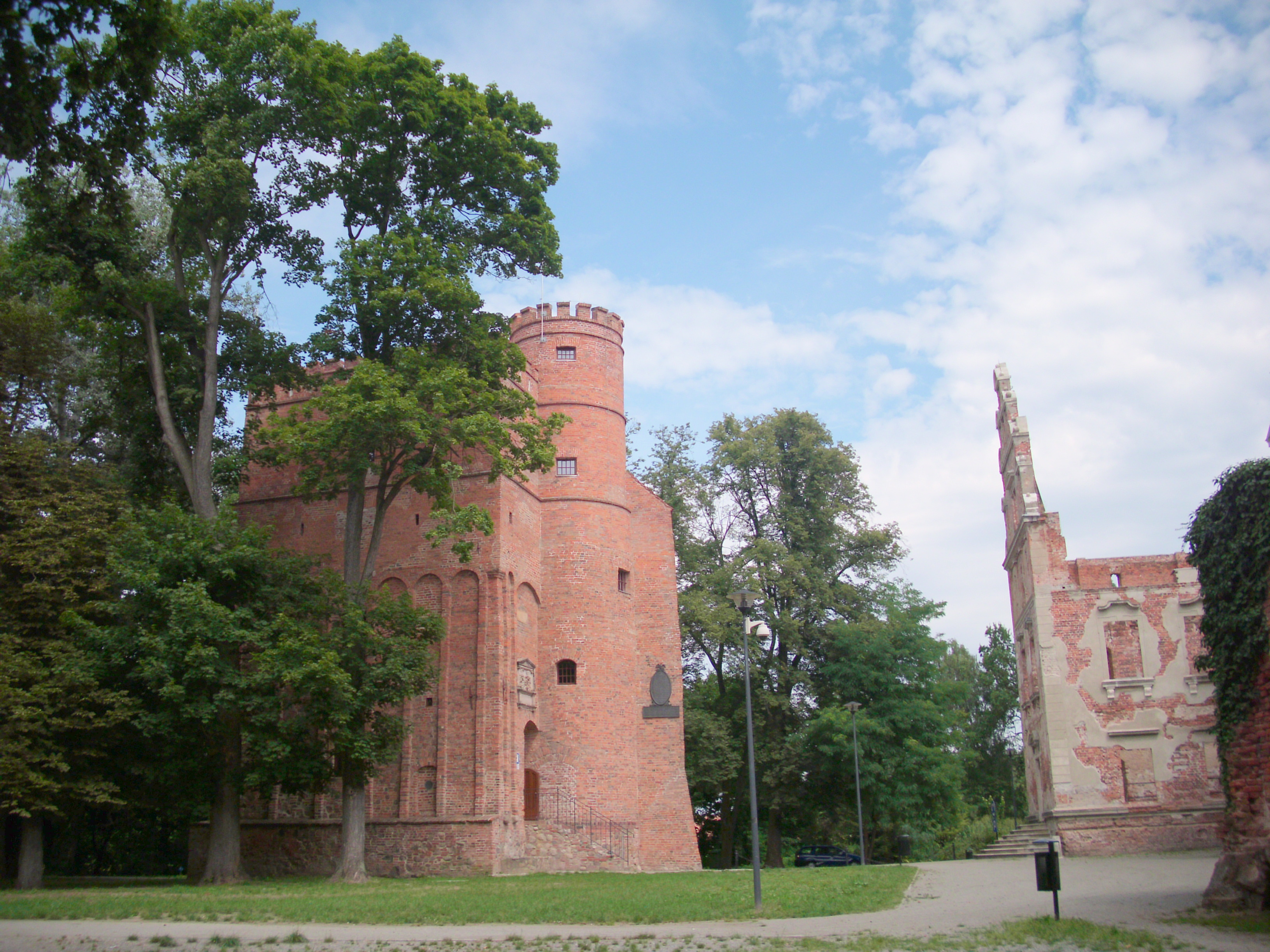
Schloss Trachenberg in Trachenberg
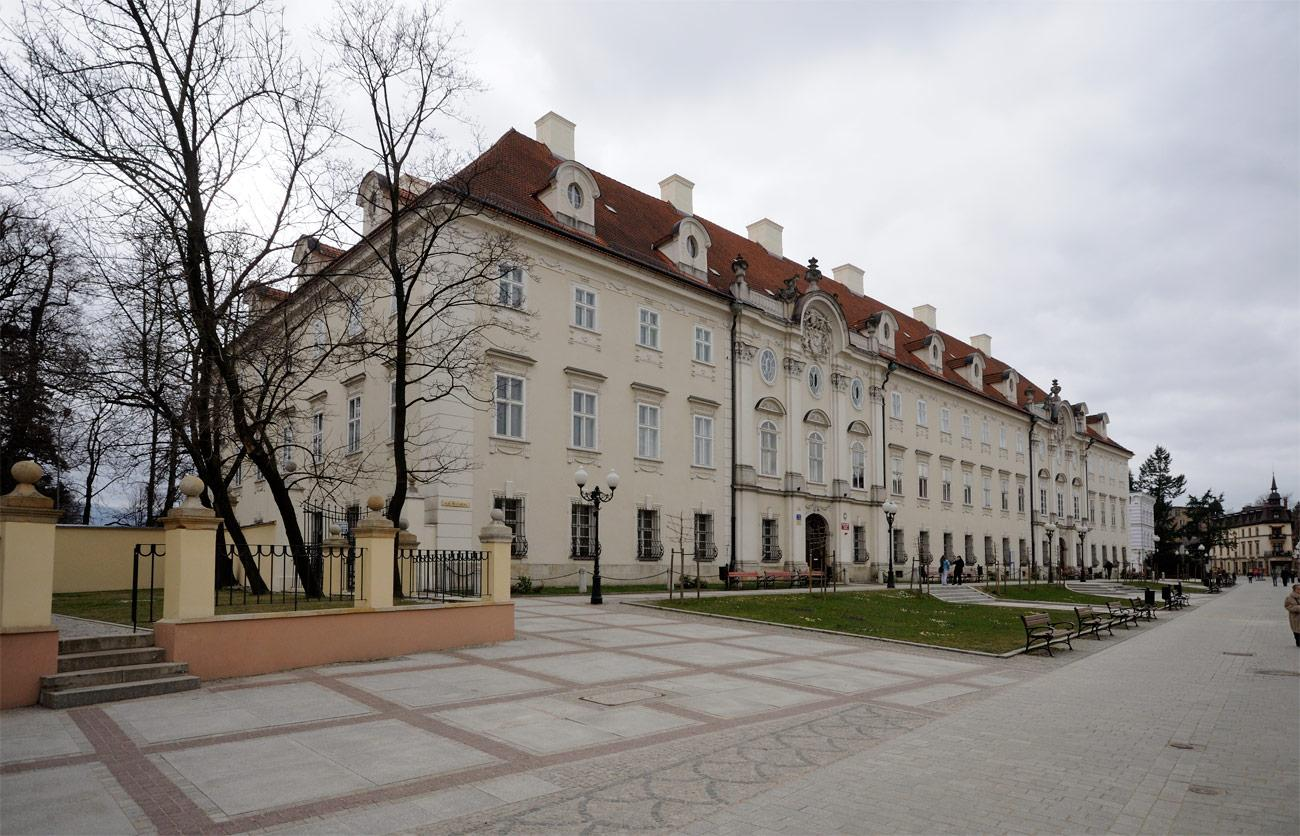
Schaffgotsch-Palais Bad Warmbrunn in Warmbrunn
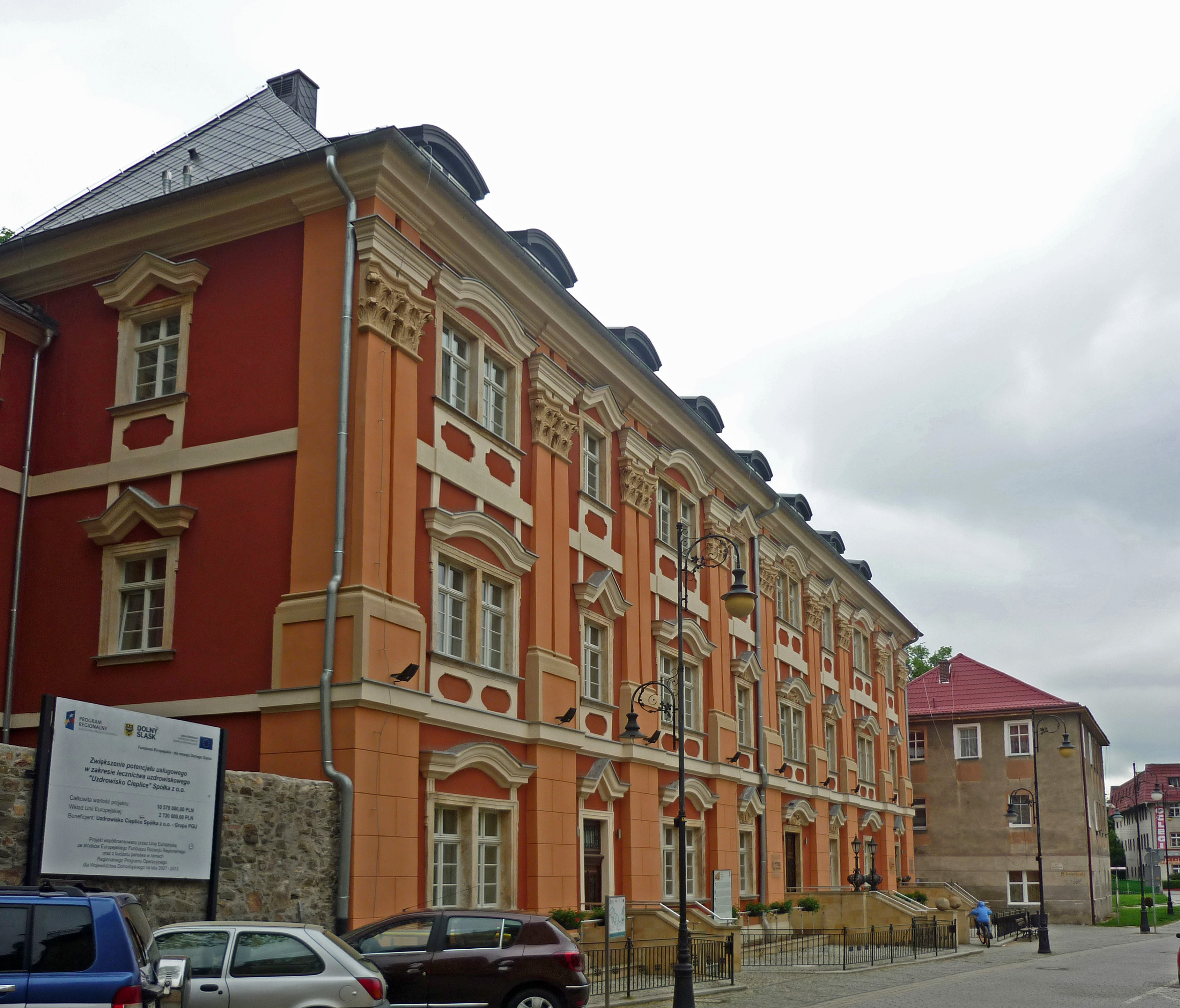
Propstei Warmbrunn, das „Lange Haus“
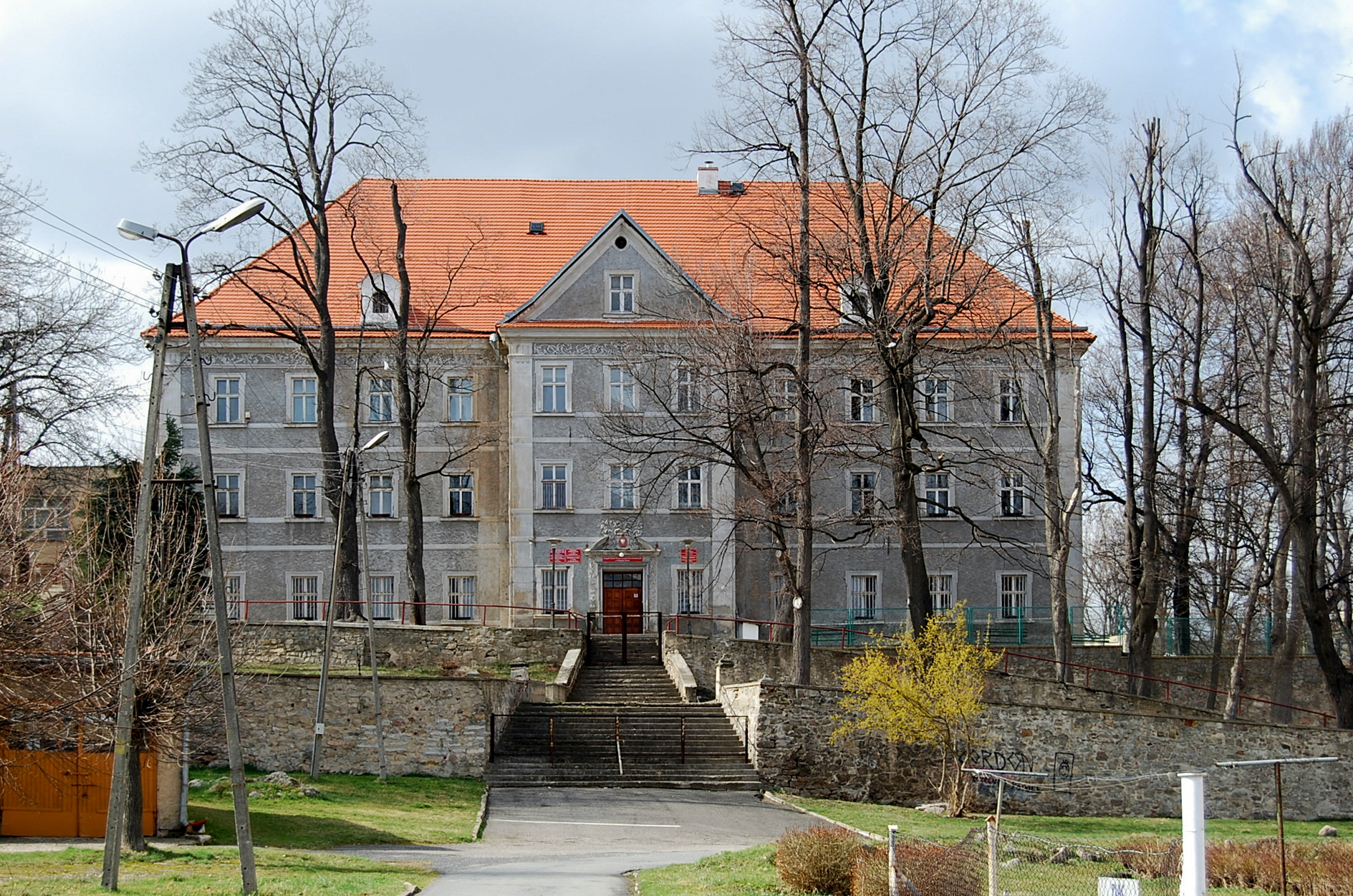
Schloss Hermsdorf unterm Kynast
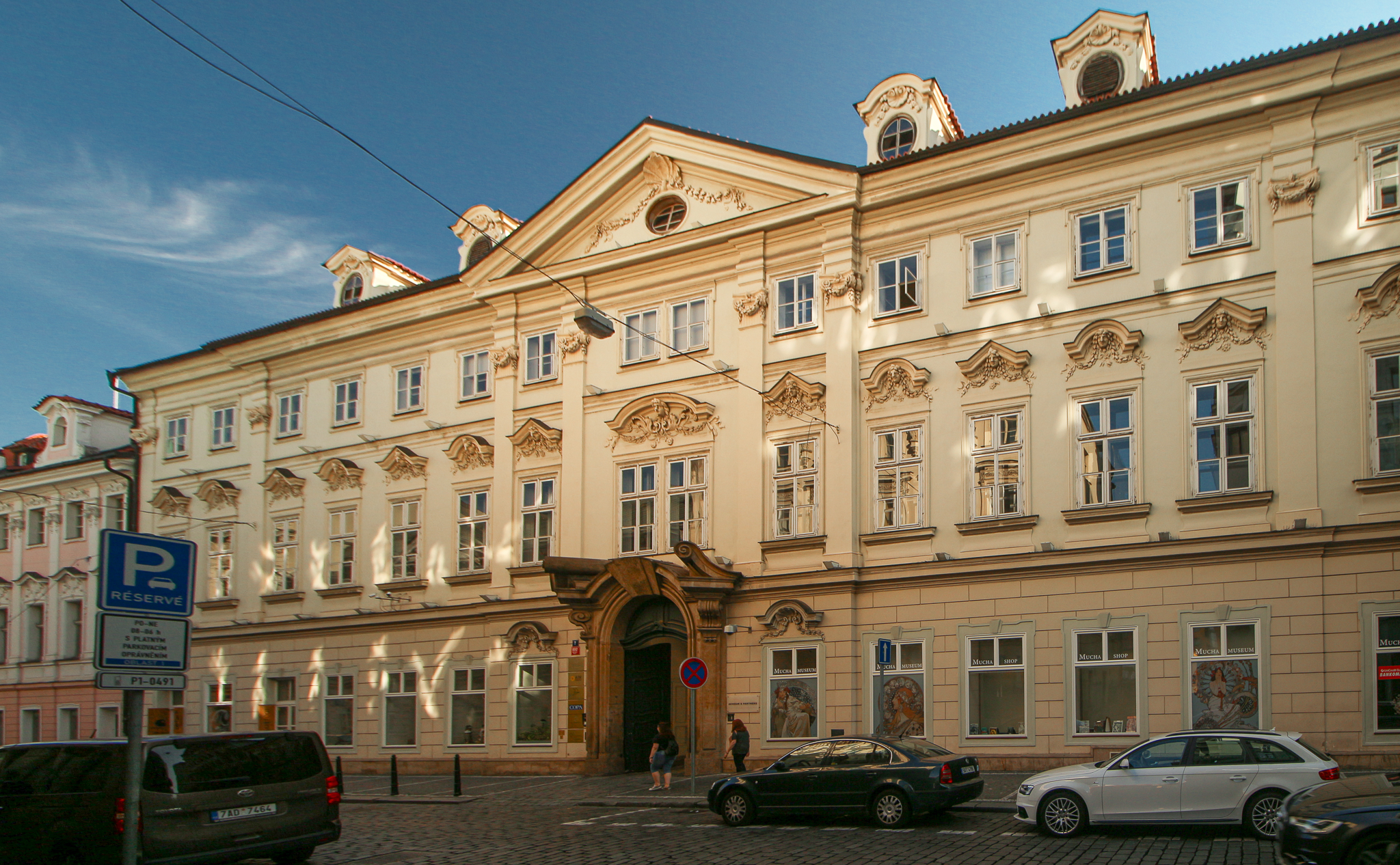
Palais Kaunitz in Prag, erbaut 1716–20 von Oberstburggraf Johann Ernst Anton von Schaffgotsch
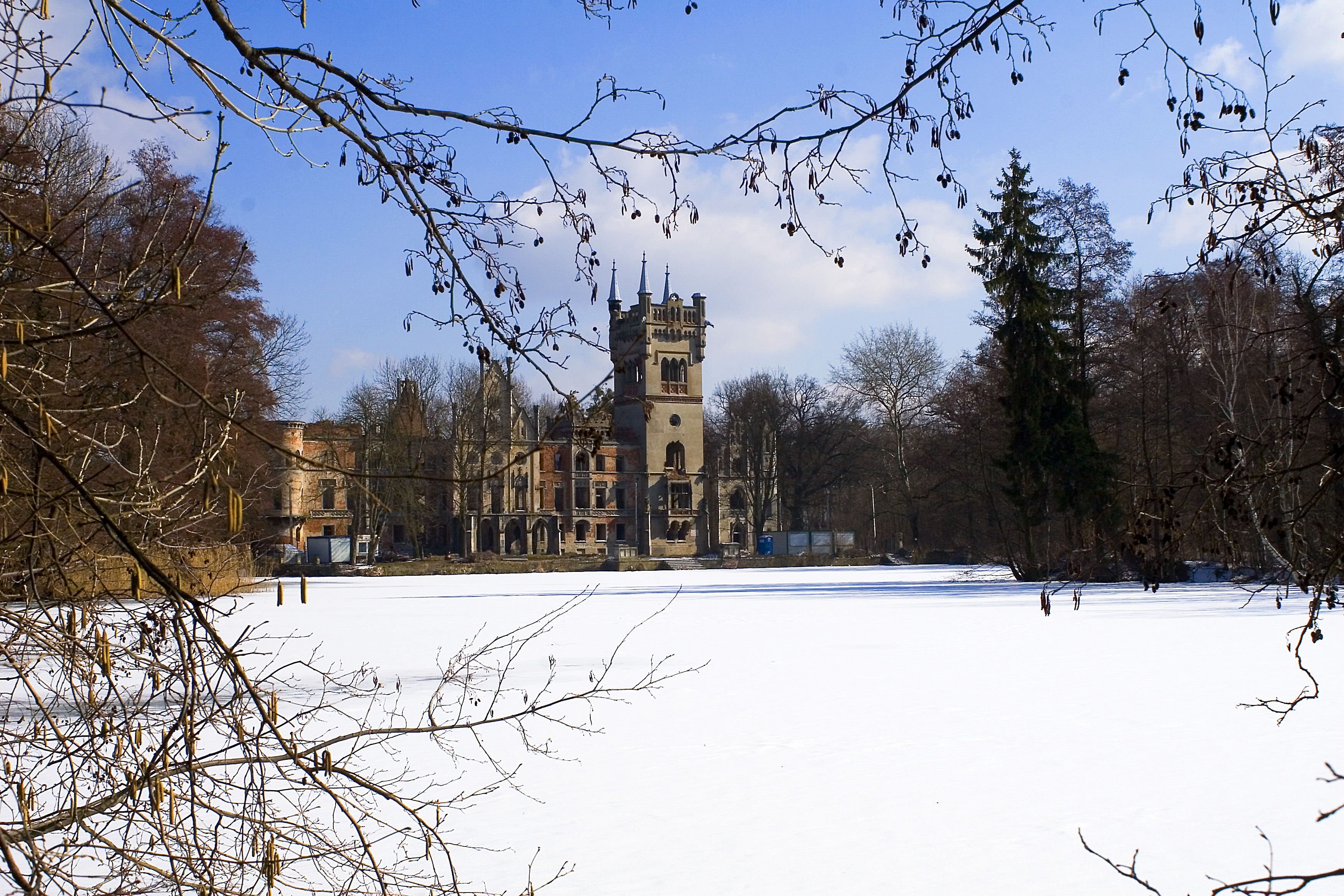
Schloss Koppitz
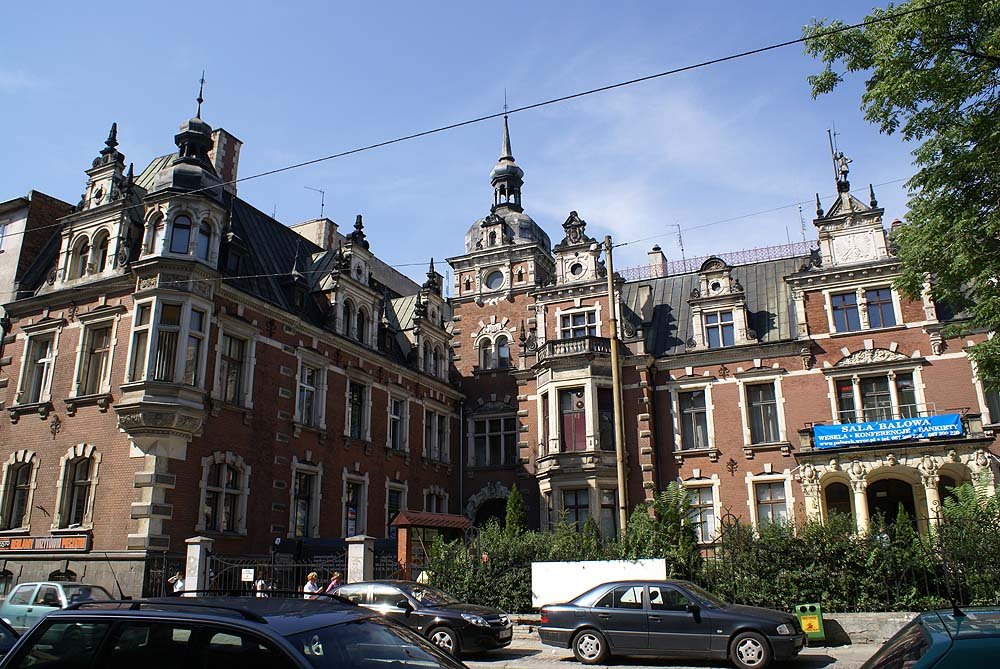
Palais Schaffgotsch in Breslau
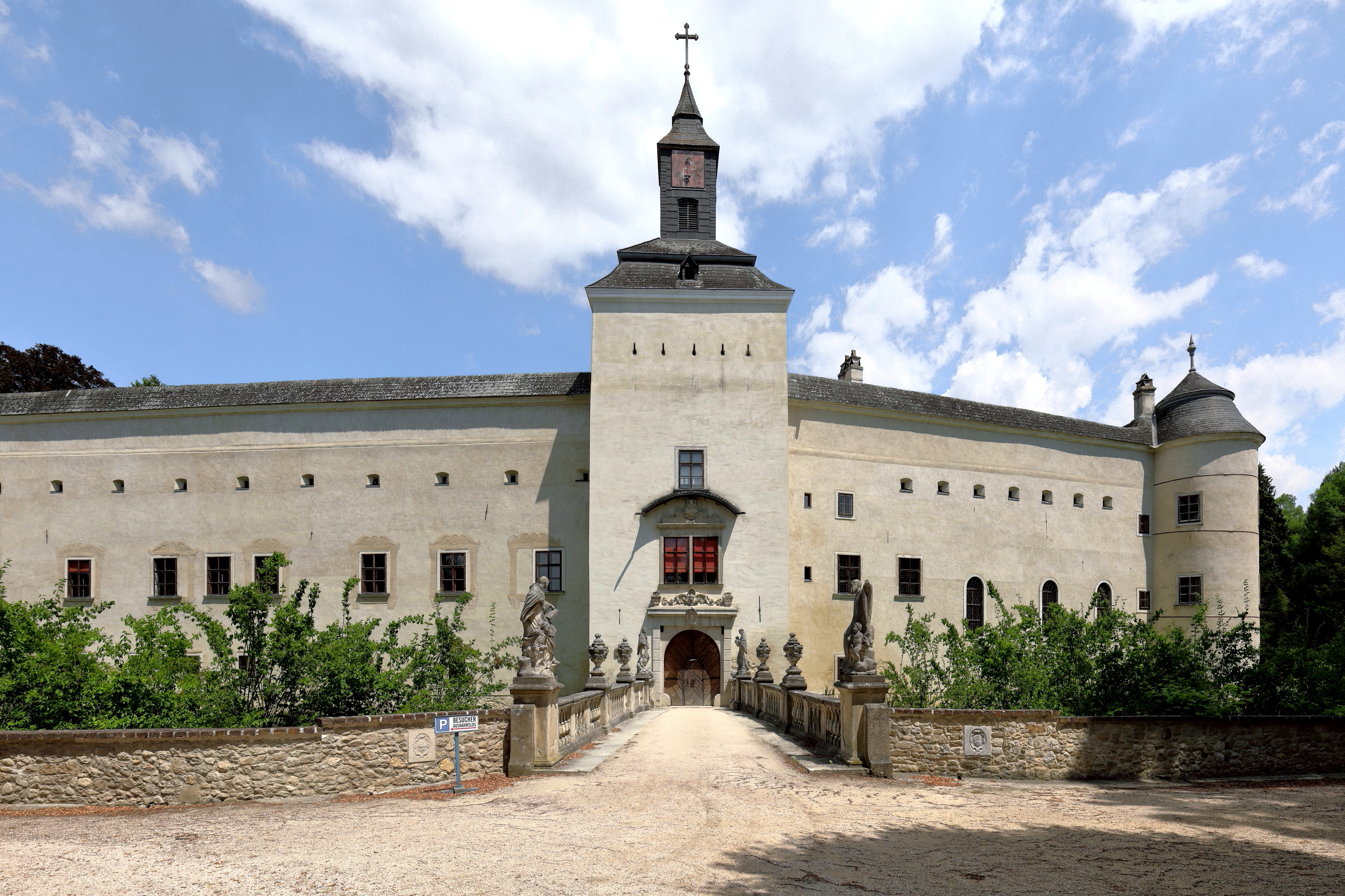
Schloss Niederleis

## Wappen
Blasonierung aus dem GHdA:
- Das Stammwappen ist achtmal von Silber und Rot gespalten. Auf dem Helm mit rot-silbernen Decken ein rechts hinschreitendes silbernes Lamm mit rotem Halsband und goldenem Glöcklein vor einem natürlichen Laubbaum.
- Der Schild des freiherrlichen Wappens von 1592 ist geviert; 1 und 4 das Stammwappen, 2 und 3 ein gekrönter, goldener Greif mit aufgeworfenem Flug und untergeschlagenem Schweif auf grünem Dreiberg, einen silbernen Stein in den Klauen haltend (Herrschaft Greiffenstein). Zwei Helme, vorne, mit rot-silbernen Decken, der des Stammwappens, hinten, mit blau-goldenen Decken, der Greif des 3. und 4. Platzes.
- Das gräfliche Wappen des böhmischen (Anton-)Stammes blieb wie das freiherrliche von 1592.
- Das reichsgräfliche Wappen des schlesischen (Kaspar-)Stammes von 1708 ist bedeckt mit dem gevierten freiherrlichen Wappen als Herzschild, mit einem Herzogshut bekrönt. Der Hauptschild ist das herzoglich Liegnitz-Brieg'sche Wappen: Im 1. und 4. Feld auf goldenem Grund der schwarze, schlesischen Adler mit Kleemond (und Kreuz) auf der Brust und im 3. und 4. der Brieg'sche rot-silberne Schach. Die alten Helme rücken nach links, und an den vordersten Platz tritt ein weiterer mit schwarz-goldenen Decken und dem Adler des Hauptschildes in goldenem Feld vor einem Pfauenwedel als Kleinod.[12]

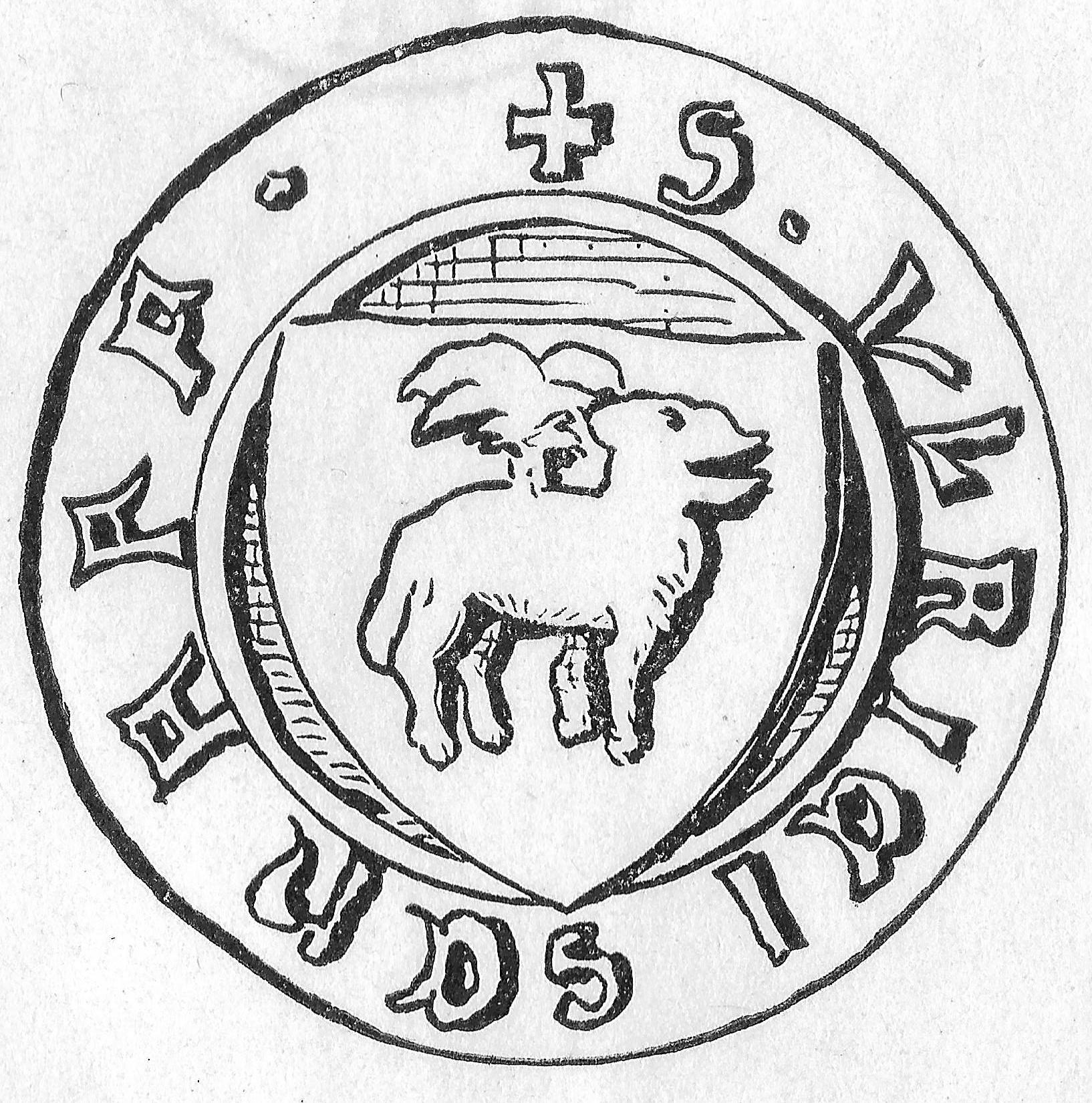
Siegel Ulrich Schoffs, ca. 1350
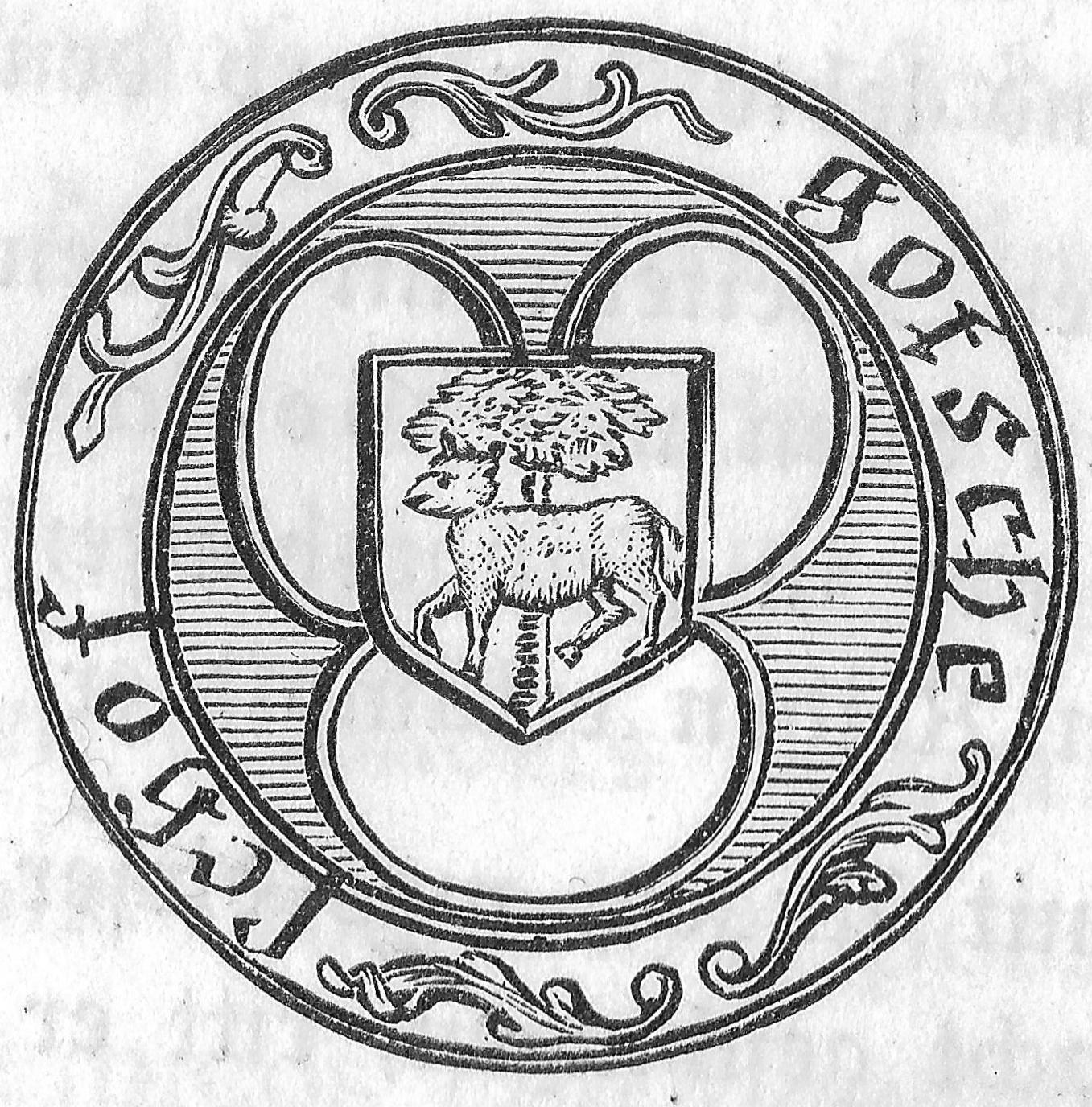
Siegel Gotsche Schoffs II. an einer Urkunde 1392
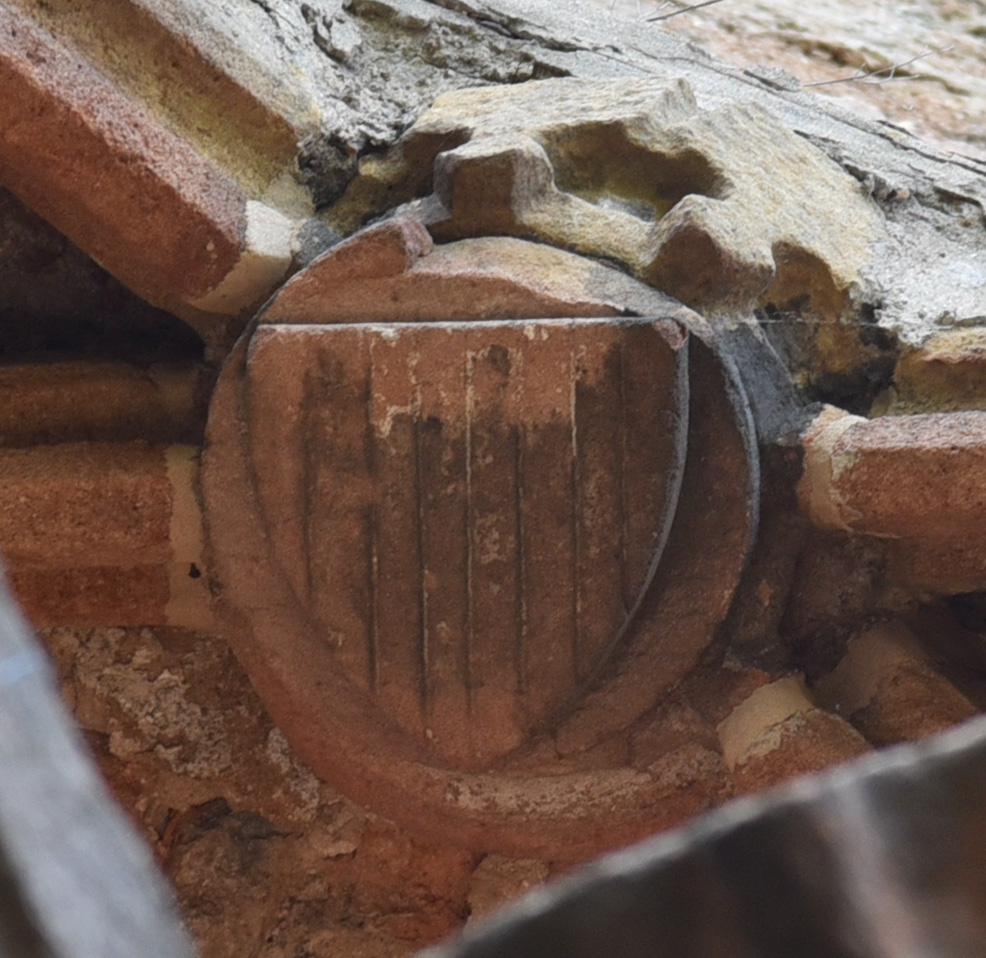
Ältester Beleg des Stammwappens, Schlussstein in der Kapelle der Burg Kynast, 1393
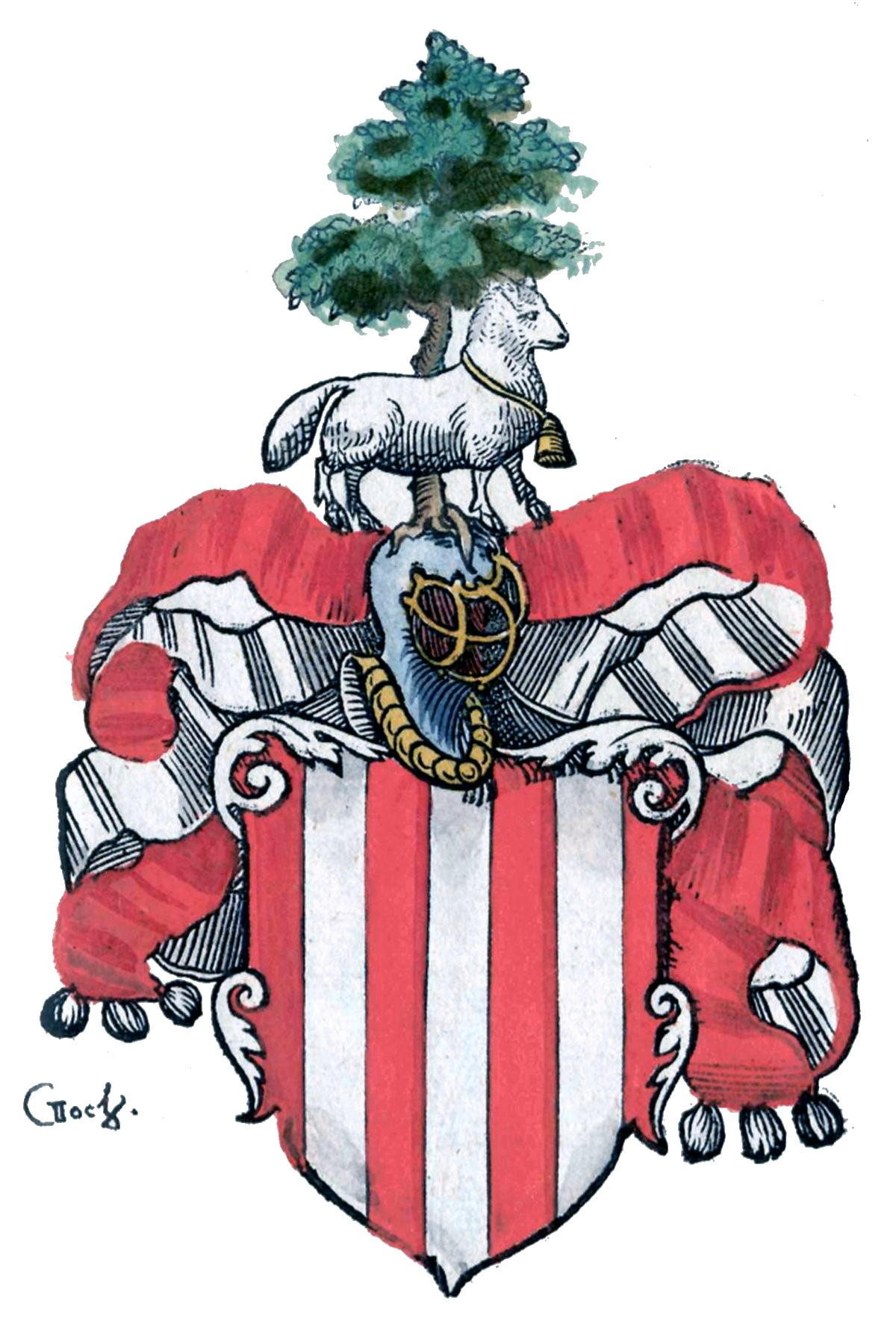
Gotsch-Stammwappen im Scharffenbergschen Wappenbuch von 1578
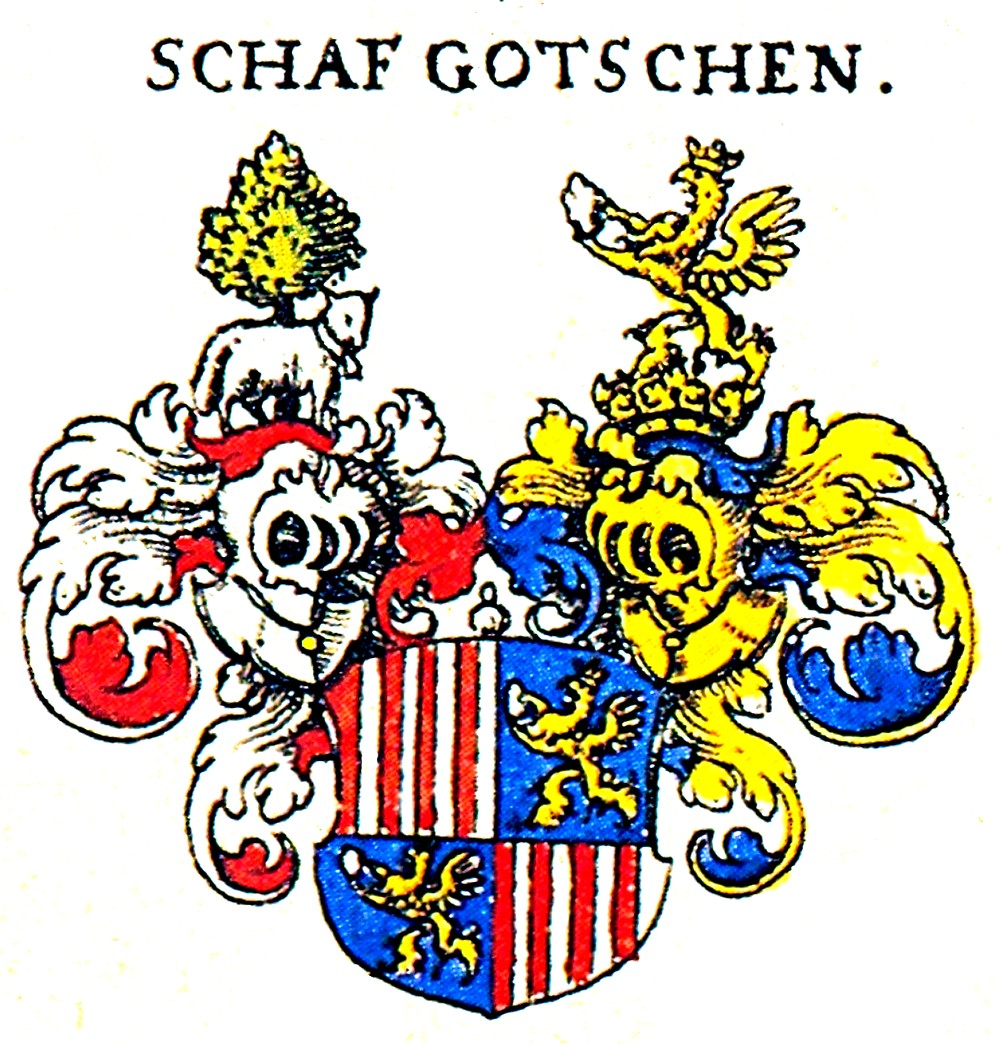
Freiherrliches Wappen in Siebmachers Wappenbuch von 1605
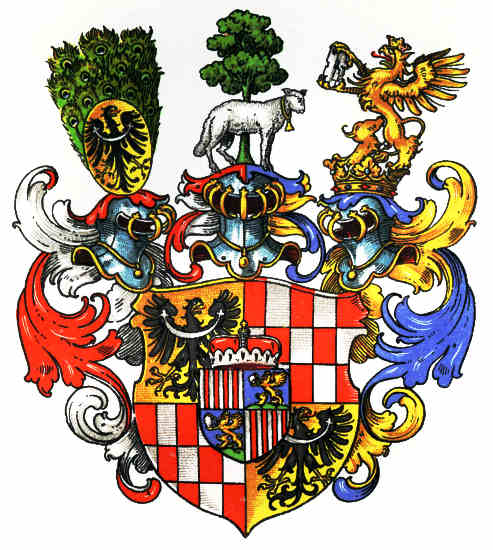
Wappen der Grafen Schaffgotsch, genannt Semperfrei von und zu Kynast und Greiffenstein, Freiherren zu Trachenberg
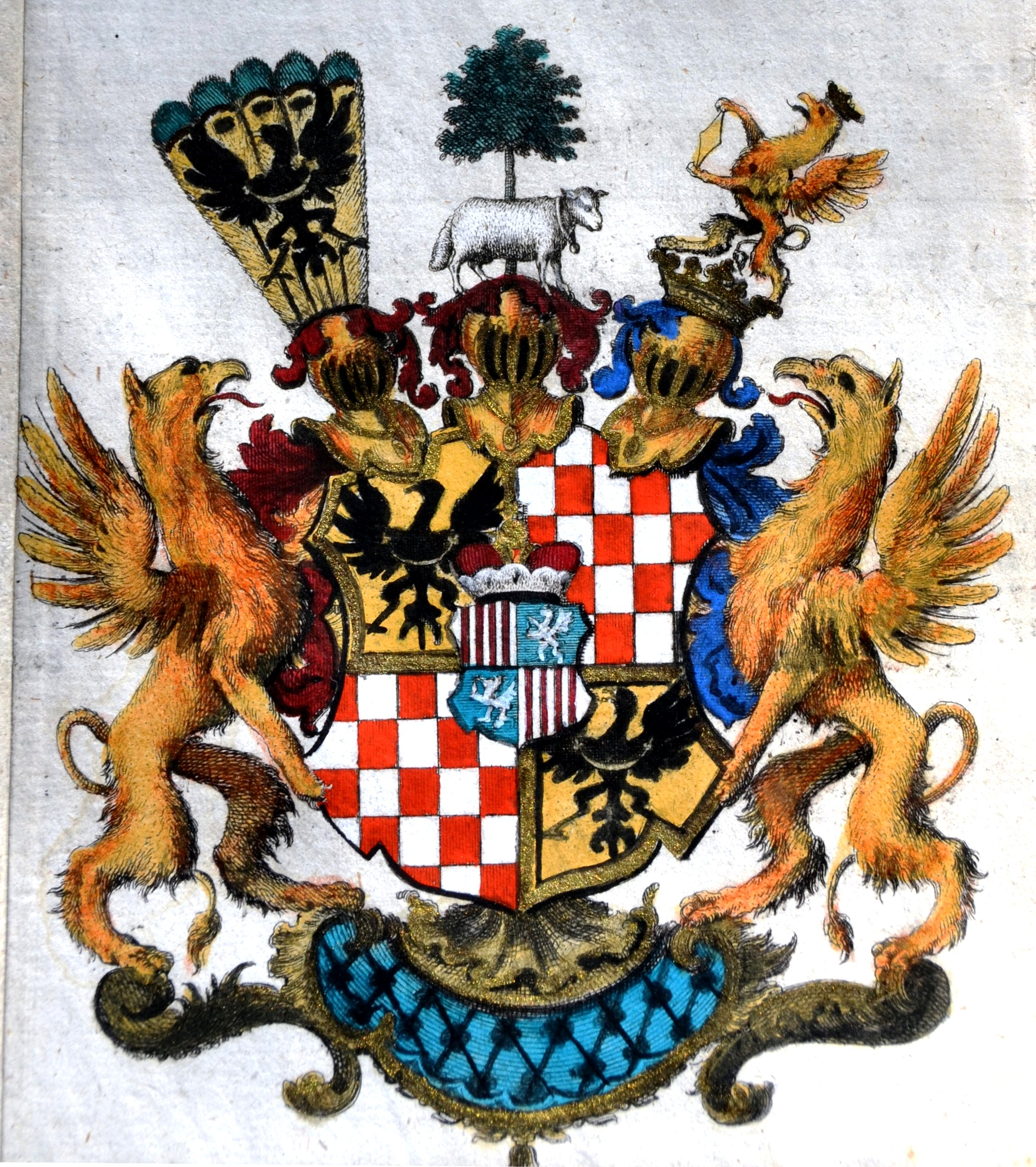
Reichsgräfliches Wappen von 1708 mit zwei goldenen Greifen als Schildhalter

Einer Sage nach führte die Familie ursprünglich das Schaf im Wappen; als Gotsche II. Schoff 1377 nach einem erfolgreichen Gefecht während der Belagerung von Erfurt vor Kaiser Karl IV. trat, soll er sich aus Verlegenheit die vom Kampf blutigen Finger an seinem blanken Brustharnisch abgewischt und erst dann die kaiserliche Rechte ergriffen haben. Der Kaiser schlug ihn daraufhin zum Ritter und wies ihn an, fortan die roten Streifen seiner Finger im Wappen zu führen. (Die Legendenhaftigkeit dieser Geschichte erweist sich aber schon dadurch, dass Heinrich Schoff aus der Lausitzer Linie spätestens seit 1266 auf Thallwitz nördlich von Leipzig ansässig wurde und seine Nachfahren, die Herren von Dallwitz, ebenfalls bis heute das Streifen-Wappen mit dem Schaf als Helmzier führen.)

## Bedeutende Familienmitglieder
- Ulrich Schoff, um 1280 Landvogt von Bautzen[13]
- Gotsche Schoff II.[14] (c.1346–1420), Unterhauptmann von Breslau, Stifter der Zisterzienserpropstei Warmbrunn (1403)
- Hans Schaff, Gotsch genannt (c.1403–1469), Sohn des Gotsche II., Erbhofmeister und Erbhofrichter sowie Landeshauptmann der Fürstentümer Schweidnitz und Jauer
- Hans Ulrich von Schaffgotsch, gen. Semperfrei, (1595–1635), General, Pionier und Förderer der schlesischen Glasindustrie[15]
- Christoph Leopold von Schaffgotsch (1623–1703), Sohn des Hans Ulrich, Obersterblandhofmeister und Kammerpräsident in Schlesien, mehrfach kaiserlicher Gesandter in Polen
- Johann Anton Gotthard von Schaffgotsch (1675–1742), Sohn des Christoph Leopold, Landeshauptmann des Erbfürstentums Schweidnitz-Jauer; leitete das Oberamt bis zur Annexion Schlesiens durch Preußen interimistisch als „Oberamtsdirektor“ bis 1741
- Johann Ernst Anton von Schaffgotsch (1675–1747), Oberstburggraf von Prag
- Carl Gotthard von Schaffgotsch (1706–1780), Sohn des Hans Anton, Obersthofrichter im Königreich Böhmen
- Johann Nepomuk von Schaffgotsch (1713–1775), preußischer Minister
- Philipp Gotthard von Schaffgotsch (1716–1795), Sohn des Hans Anton, Fürstbischof von Breslau
- Ceslaus Gotthard von Schaffgotsch (1726–1781), Sohn des Hans Anton, Dompropst und Generalvikar in Breslau, Genealoge
- Johann Nepomuk Gotthard von Schaffgotsch (1732–1808), Sohn des Carl Gotthard von Schaffgotsch (1706–1780)
- Franz de Paula Ernst von Schaffgotsch (1743–1809), Naturforscher, Mathematiker und Astronom
- Johann Prokop von Schaffgotsch (1748–1813), Enkel des Johann Ernst Anton, erster Bischof von Budweis (1785–1813)[16]
- Leopold Gotthard Karl Borromäus Johann von Schaffgotsch (1764–1834), Sohn des Johann Nepomuk Gotthard von Schaffgotsch (1732–1808)
- Johann Franz von Schaffgotsch (1792–1866), Urenkel des Johann Ernst Anton, österreichischer General der Kavallerie, Ritter des Maria-Theresien-Ordens
- Johann Rudolf Schaffgotsche (1793–1866), Bruder des vorigen, österreichischer Feldmarschall-Leutnant
- Leopold Christian von Schaffgotsch (1793–1864), Urenkel des Carl Gotthard, Gründer der Glashütte „Josephinenhütte“
- Anton Ernst von Schaffgotsch (1804–1870), Bruder des Johann Franz, Bischof von Brünn
- Franz Gotthard Joseph von Schaffgotsch (1816–1864), Sohn des Leopold Gotthard Karl Borromäus Johann von Schaffgotsch (1764–1834), Chemiker und Physiker
- Hans-Ulrich Graf von Schaffgotsch (1831–1915), Montanindustrieller und Abgeordneter
- Johanna von Schaffgotsch (1842–1910), deutsche Unternehmerin, Ehefrau von Hans-Ulrich Graf von Schaffgotsch
- Ludwig Graf von Schaffgotsch (1842–1891), genannt Semperfrei von und zu Kynast und Greiffenstein, Freiherr zu Trachenberg, Freier Standesherr auf Kynast, Erbherr der Herrschaft Greiffenstein und der Rittergüter Giersdorf, Bober-Röhrsdorf, Neugräflich-Warmbrunn und Warmbrunn, sowie des Forstbezirks Seidorf, Erbhofrichter der Fürstenthümer Schweidnitz und Jauer, Erblandhofmeister im Herzogtum Schlesien, Ehrenritter des Malteser-Ordens und erbliches Mitglied des Herrenhauses.[17]
- Josephine von Schaffgotsch, Mutter Gertrud vom hl. Joseph[18][19] (1850–1922), Ordensgründerin (Kongregation der Schwestern vom hl. Joseph Trier, CSsJ, gemeinsam mit Bischof Michael Felix Korum von Trier)
- Levin von Schaffgotsch (1854–1913), Bruder der Josephine, k.k. Landespräsident von Salzburg
- Maria von Schaffgotsch, Sr. Mechtild Maria vom Armen Kinde Jesus[20] (1857–1919), Schwester der Josephine, Ordensfrau, Schriftstellerin (Pseudonym „M. v. Greiffenstein“)
- Franz Xaver von Schaffgotsch (1890–1979), Schriftsteller und Übersetzer
- Franz Graf von Schaffgotsch (1902–1942), Sohn des Levin, Österreichischer Maler und Grafiker
- Maria Josepha Schaffgotsch (1908–1996), Lehrerin für Künstlerischen Tanz an der Akademie für Musik und Darstellende Kunst in Wien (heute mdw)

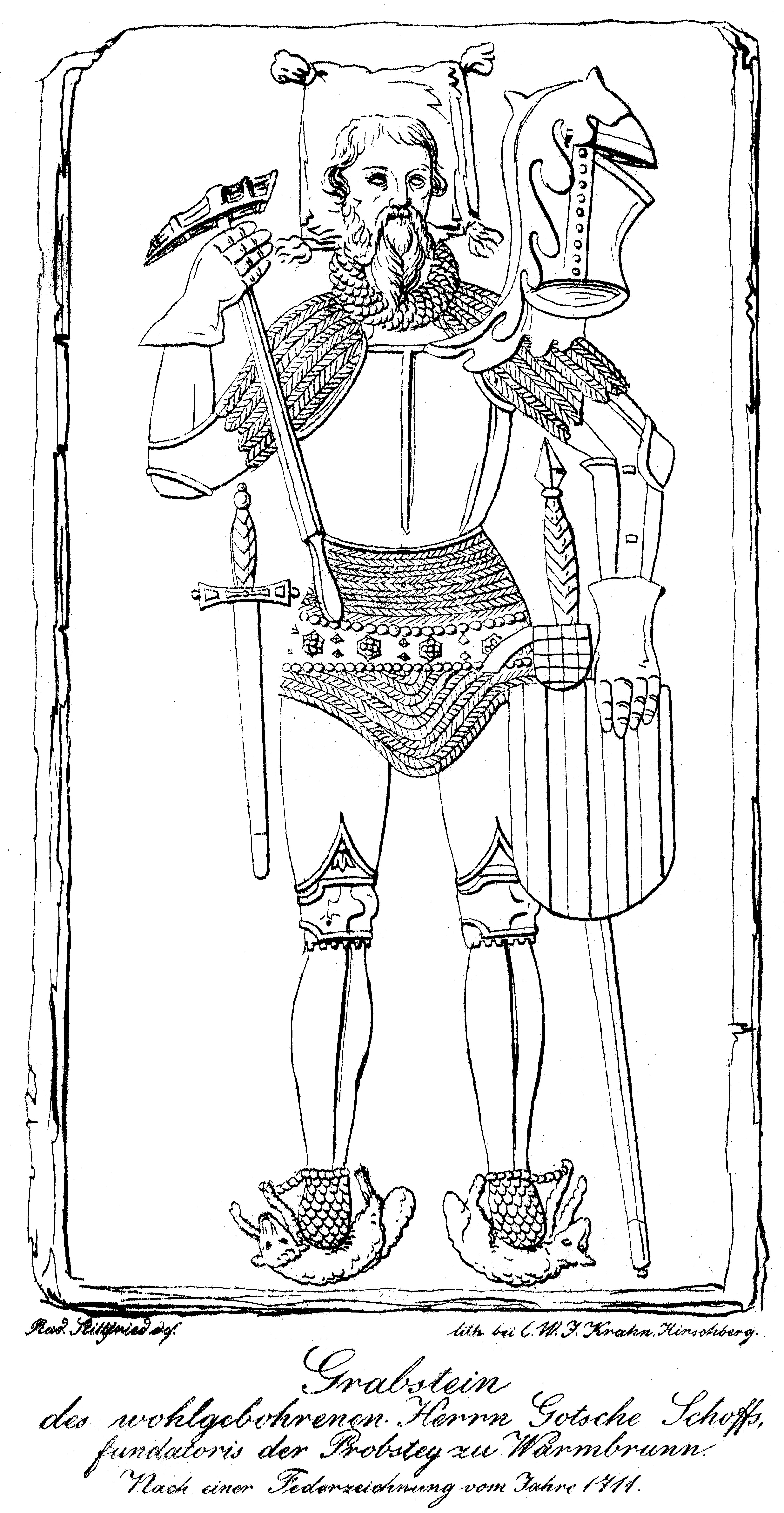
Gotsche Schoff II. (ca. 1346–1420)
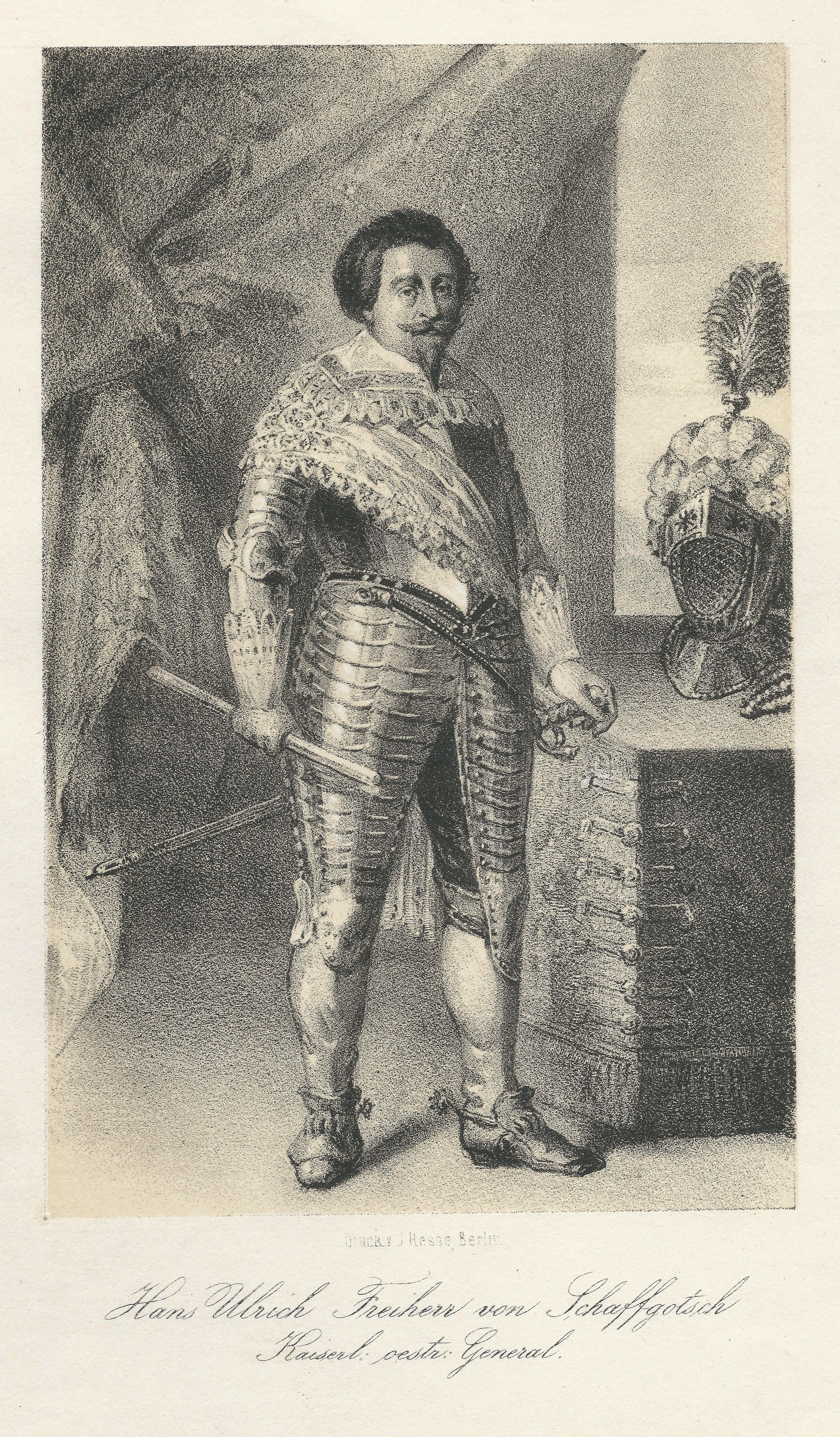
General Hans Ulrich von Schaffgotsch gen. Semperfrei (1595–1635)
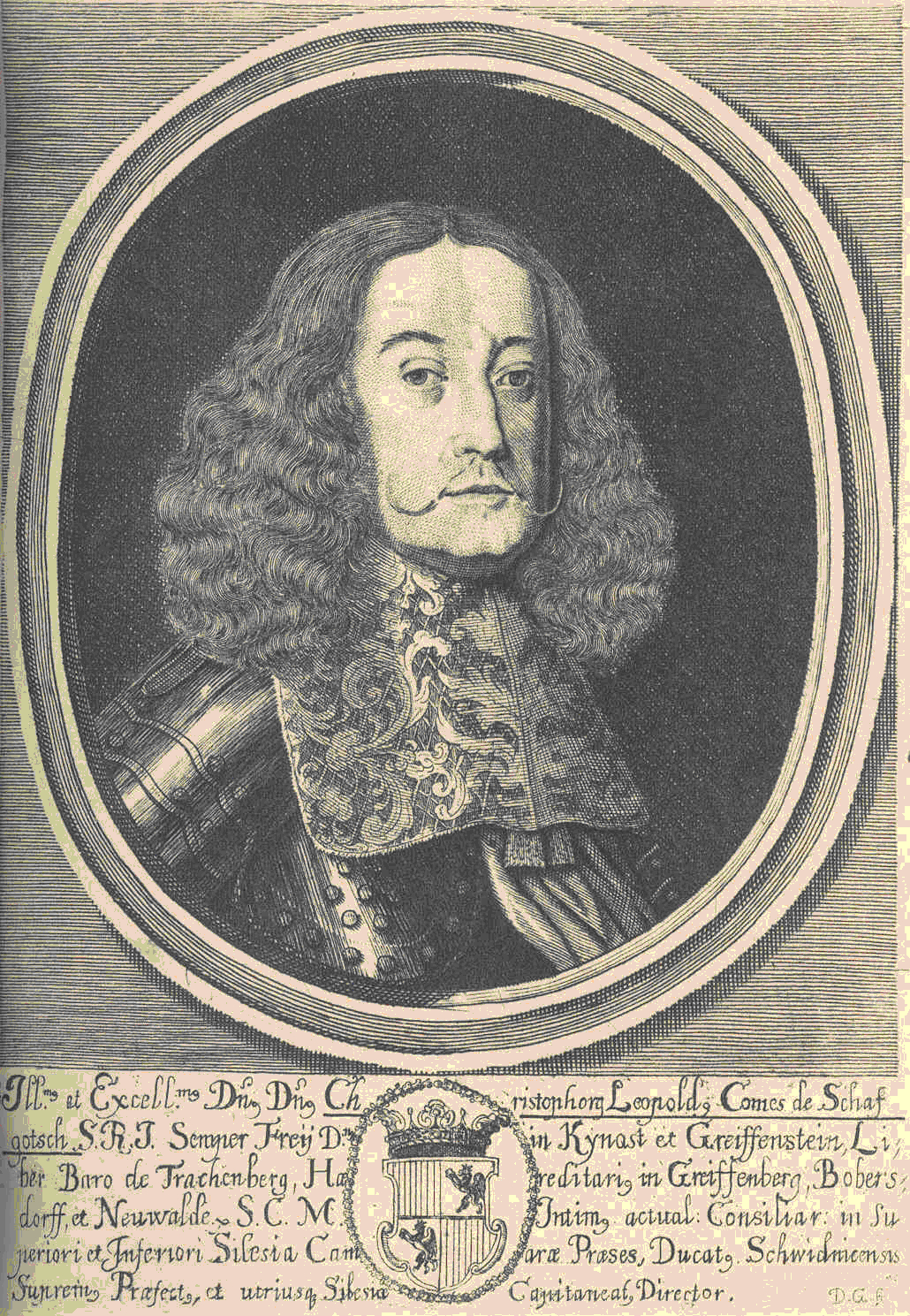
Christoph Leopold von Schaffgotsch (1623–1703)
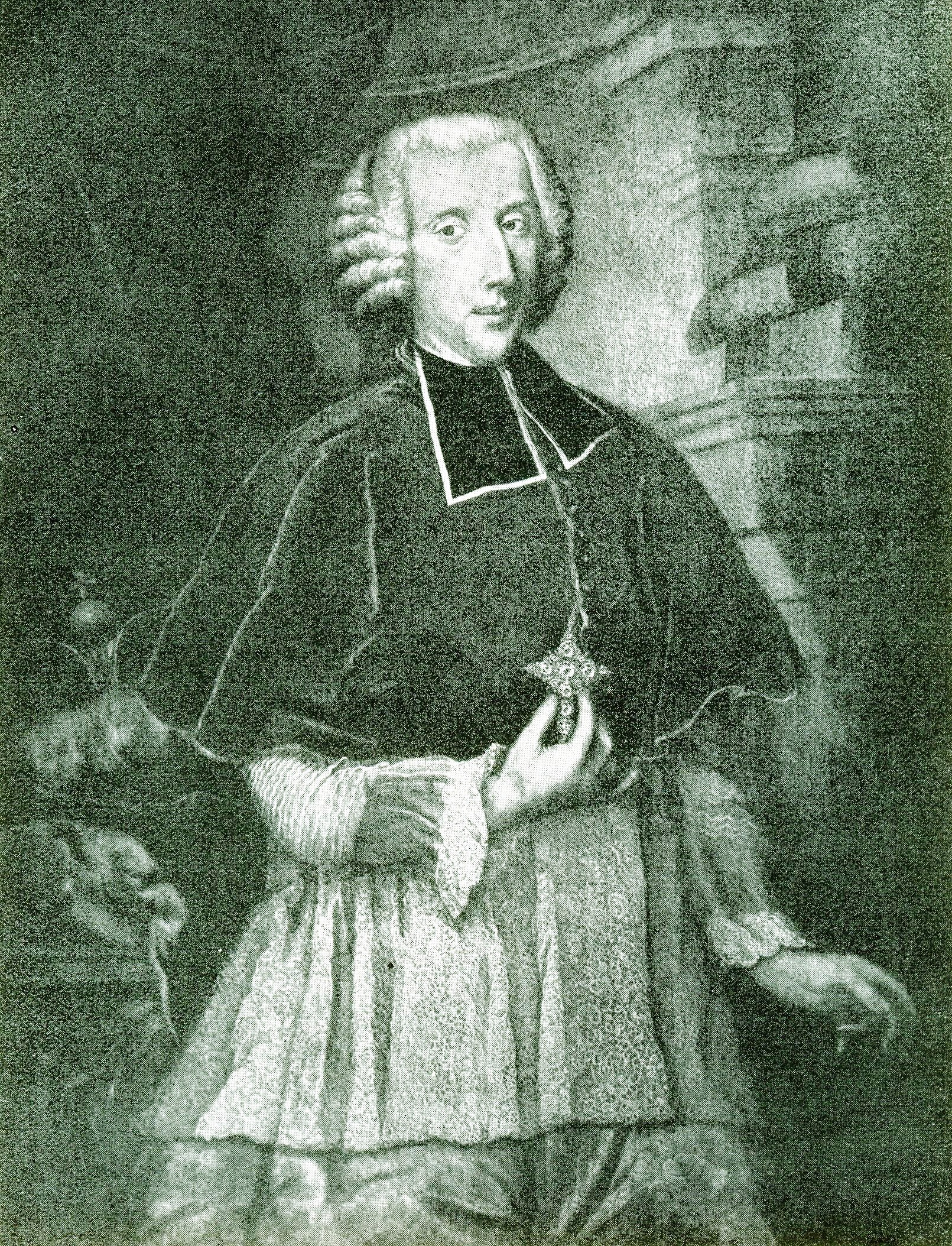
Philipp Gotthard von Schaffgotsch (1716–1795), Fürstbischof von Breslau
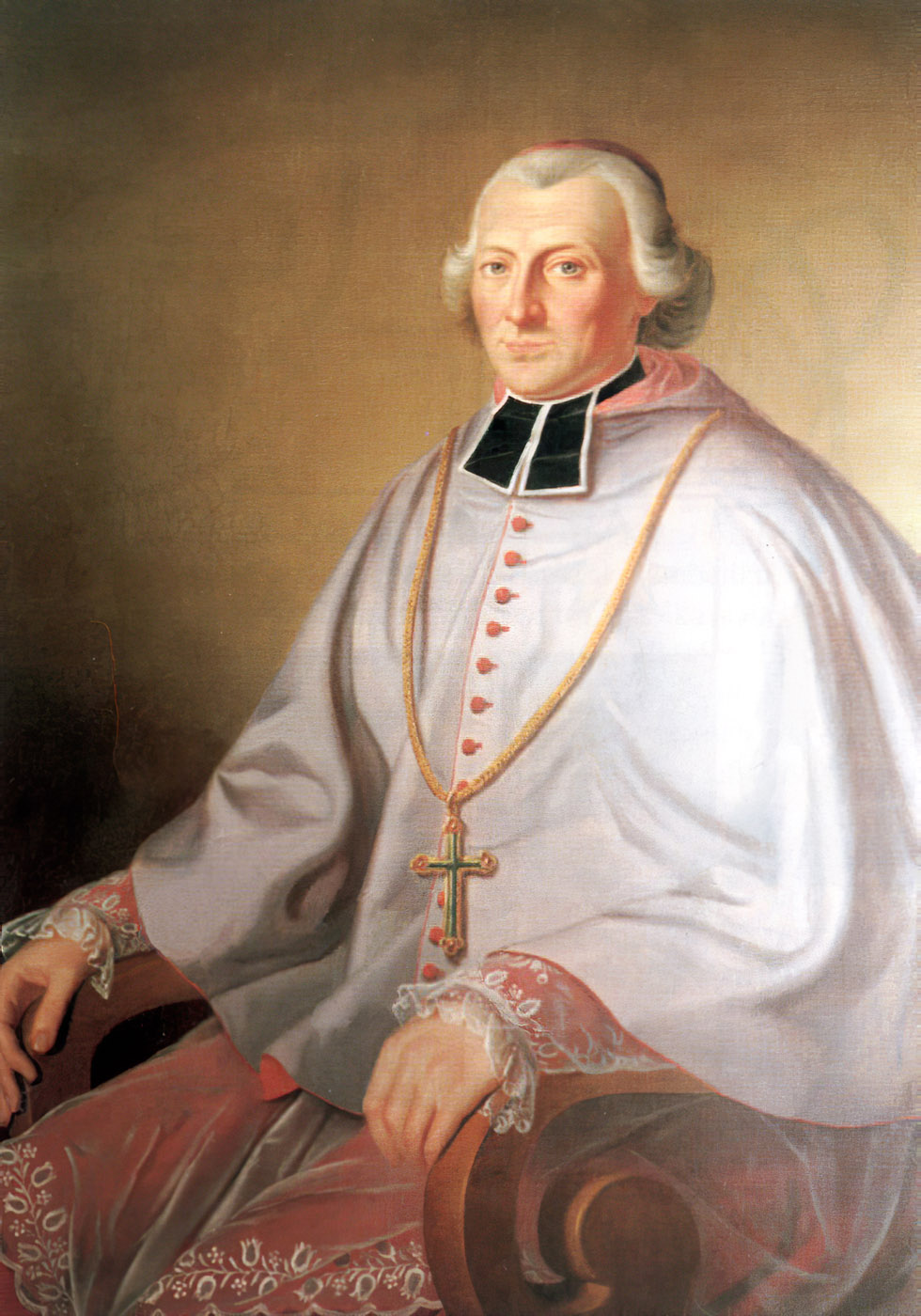
Johann Prokop von Schaffgotsch (1748–1813), Bischof von Budweis
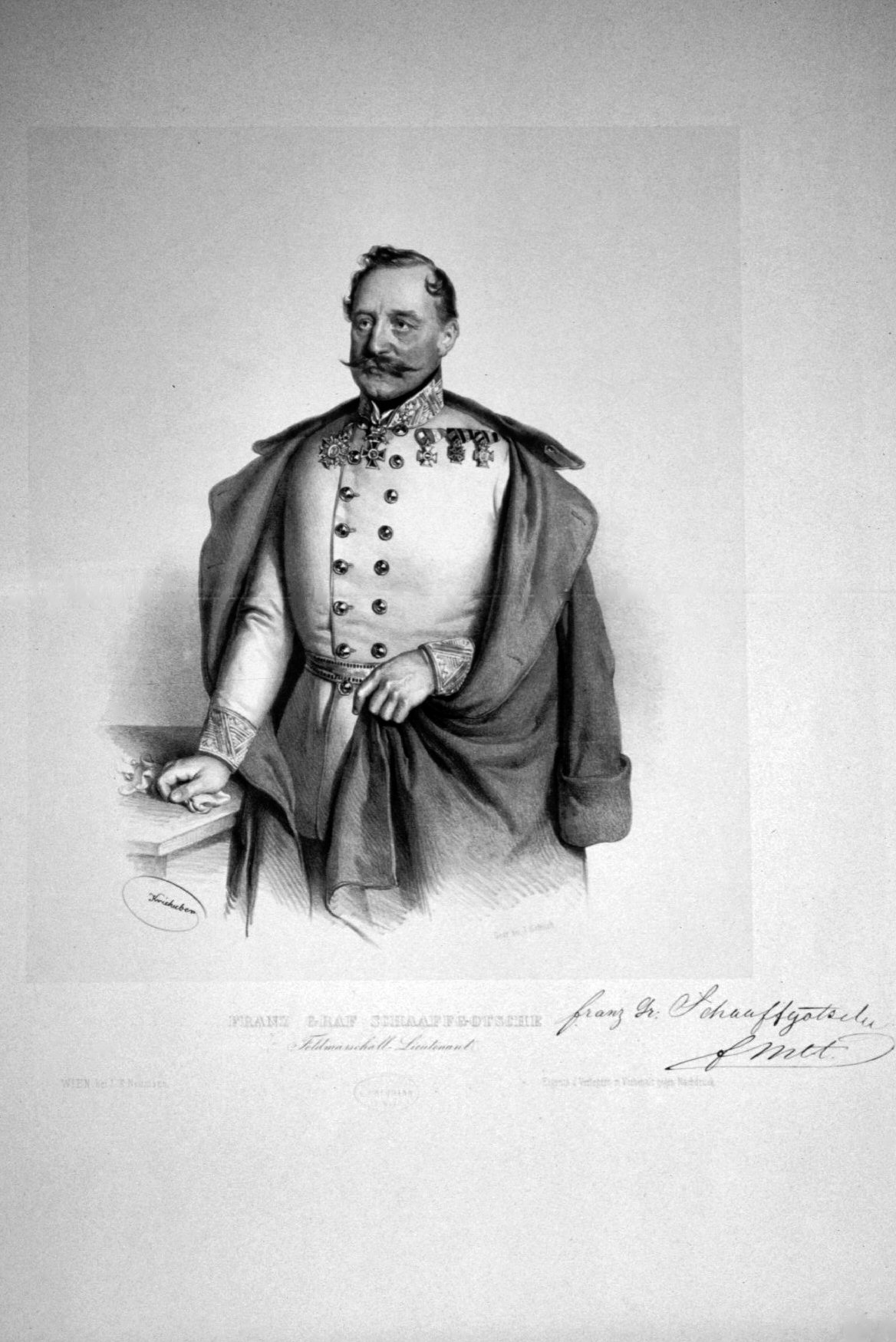
Johann Franz von Schaffgotsch (1792–1866), Gen. d. Kav.
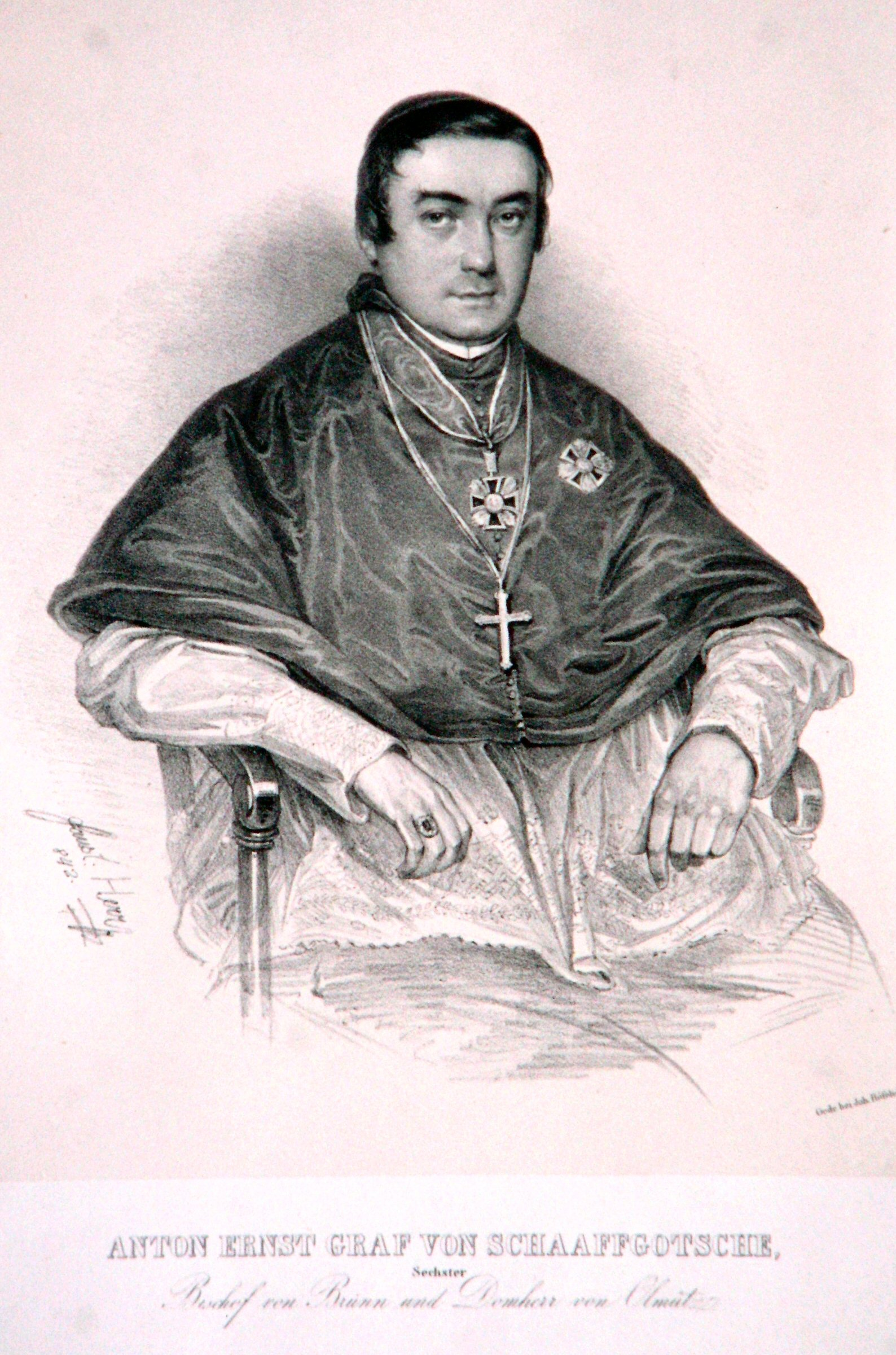
Anton Ernst von Schaffgotsch (1804–1870), Bischof von Brünn
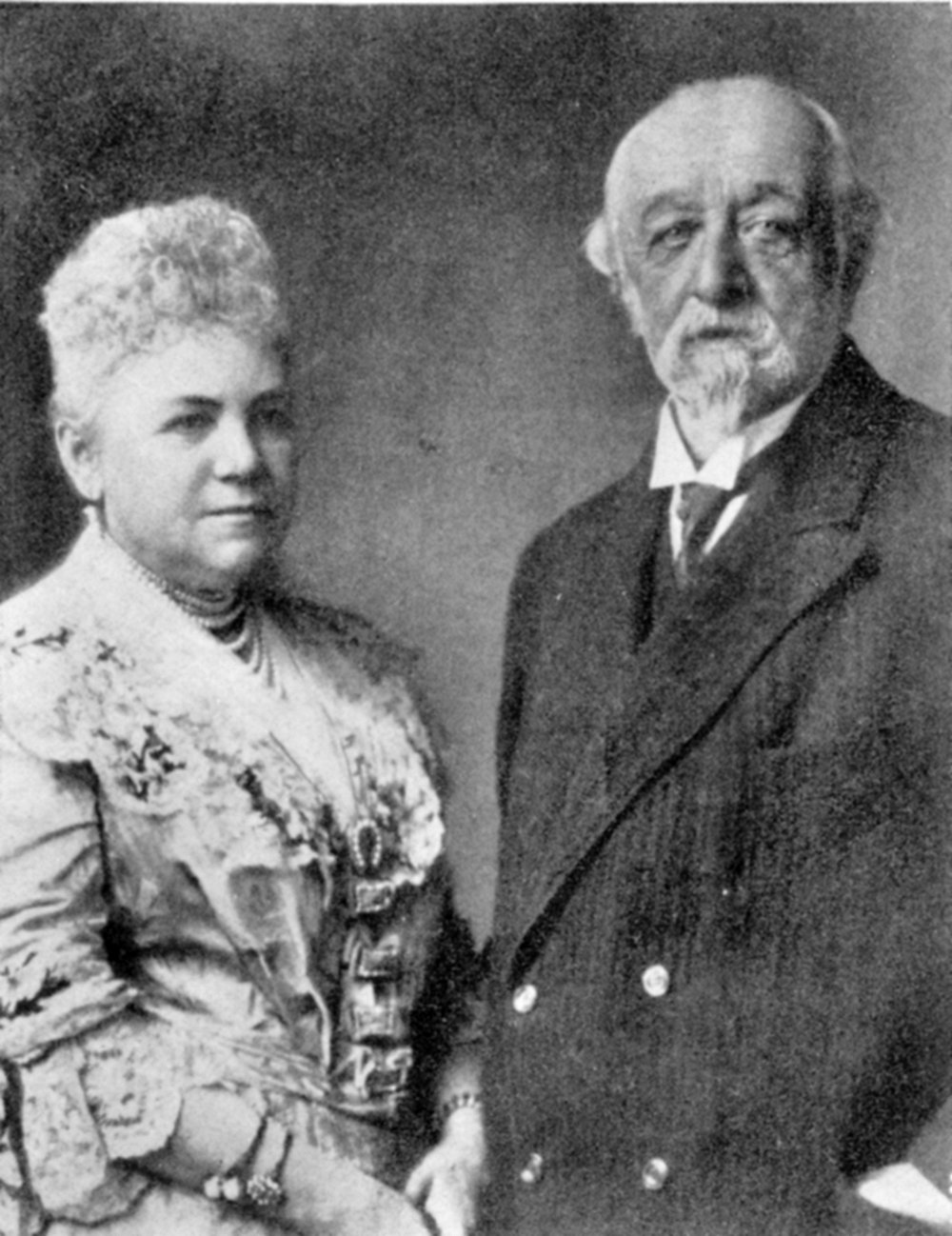
Hans-Ulrich (1831–1915) und Johanna von Schaffgotsch, Montanindustrielle
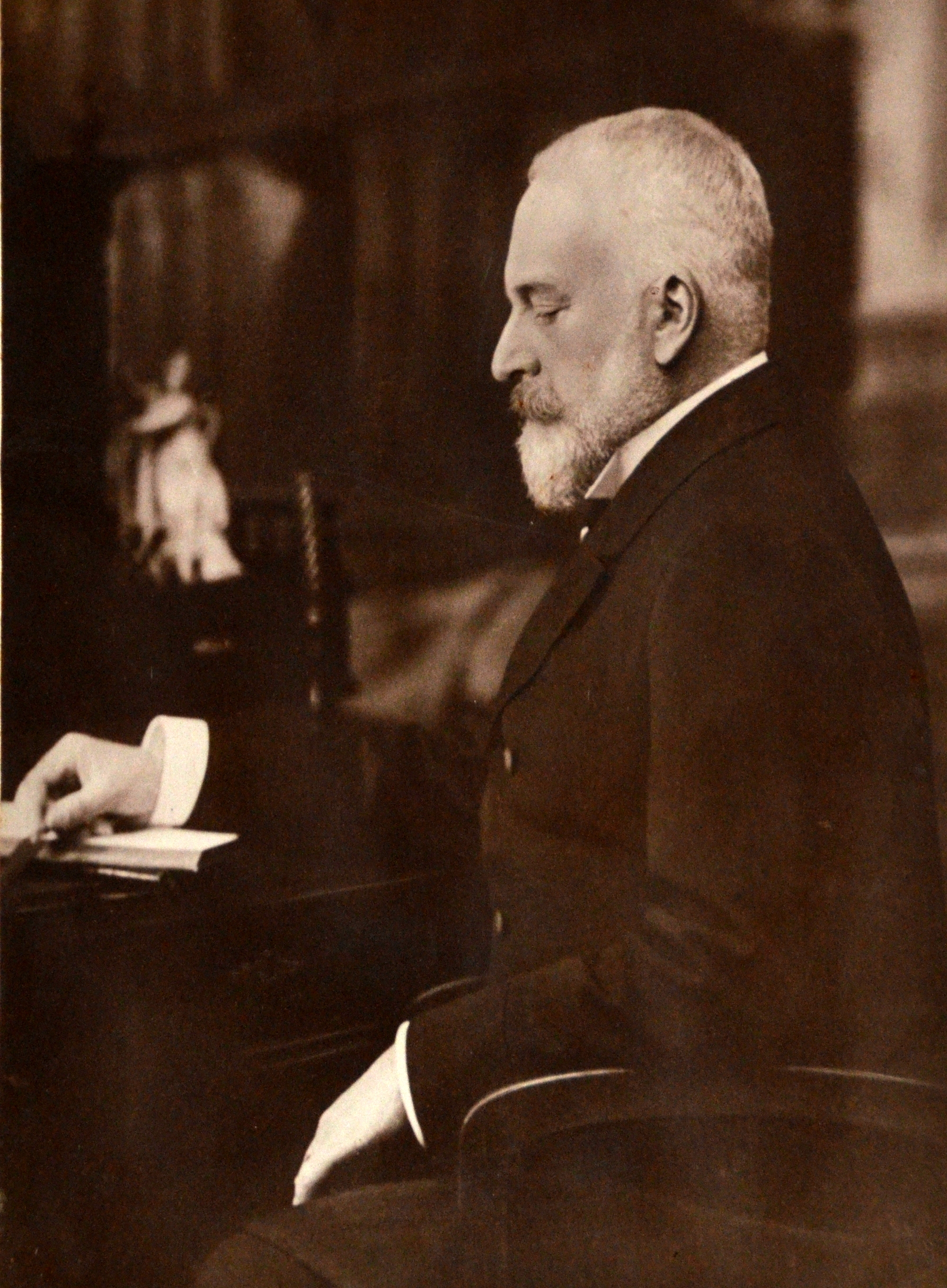
Levin von Schaffgotsch, (1852–1913) Landespräsident von Salzburg